# Baden AG
| AG ist das Kürzel für den Kanton Aargau in der Schweiz. Es wird verwendet, um Verwechslungen mit anderen Einträgen des Namens Baden zu vermeiden. |

Baden (in einheimischer Mundart: [ˈb̥ɑːd̥ə]) ist eine Stadt, Einwohnergemeinde und der Hauptort des Bezirks Baden im Kanton Aargau in der Schweiz. Die Stadt liegt im dichtbesiedelten Limmattal, 21 Kilometer nordwestlich von Zürich, 22 Kilometer nordöstlich des Kantonshauptortes Aarau und 18 Kilometer südlich der badischen Stadt Waldshut-Tiengen (jeweils Luftlinie).
Innerhalb der Metropolregion Zürich bildet Baden das Zentrum einer bedeutenden Subagglomeration mit rund 100'000 Einwohnern. Die Stadt selbst zählt seit der Fusion mit Turgi im Jahr 2024 über 23'000 Einwohner; sie ist damit vor Aarau und der angrenzenden Gemeinde Wettingen, mit der sie geographisch und wirtschaftlich eng verflochten ist, die bevölkerungsreichste Gemeinde des Kantons. Als Gründungsort von Brown, Boveri & Cie. (heute ABB) und bedeutender Standort des GE-Konzerns (bis 2015 Alstom) ist Baden ein international wichtiges Zentrum der Elektrotechnikbranche.
Die Geschichte Badens reicht bis ins 1. Jahrhundert n. Chr. zurück, als die Römer im damaligen Aquae Helveticae die warmen Thermalquellen zu nutzen begannen. Im Jahr 1297 erfolgte die formelle Stadtgründung durch die Habsburger. Die Eidgenossen eroberten die Stadt 1415; bis 1798 war Baden eine Untertanenstadt, hatte aber als Kurort und wichtigster Versammlungsort der eidgenössischen Tagsatzungen (bis 1712) eine herausragende Stellung. Zur Zeit der Helvetischen Republik war Baden Hauptort des Kantons Baden, seit 1803 gehört die Stadt zum Kanton Aargau.

## Geographie

### Geologie

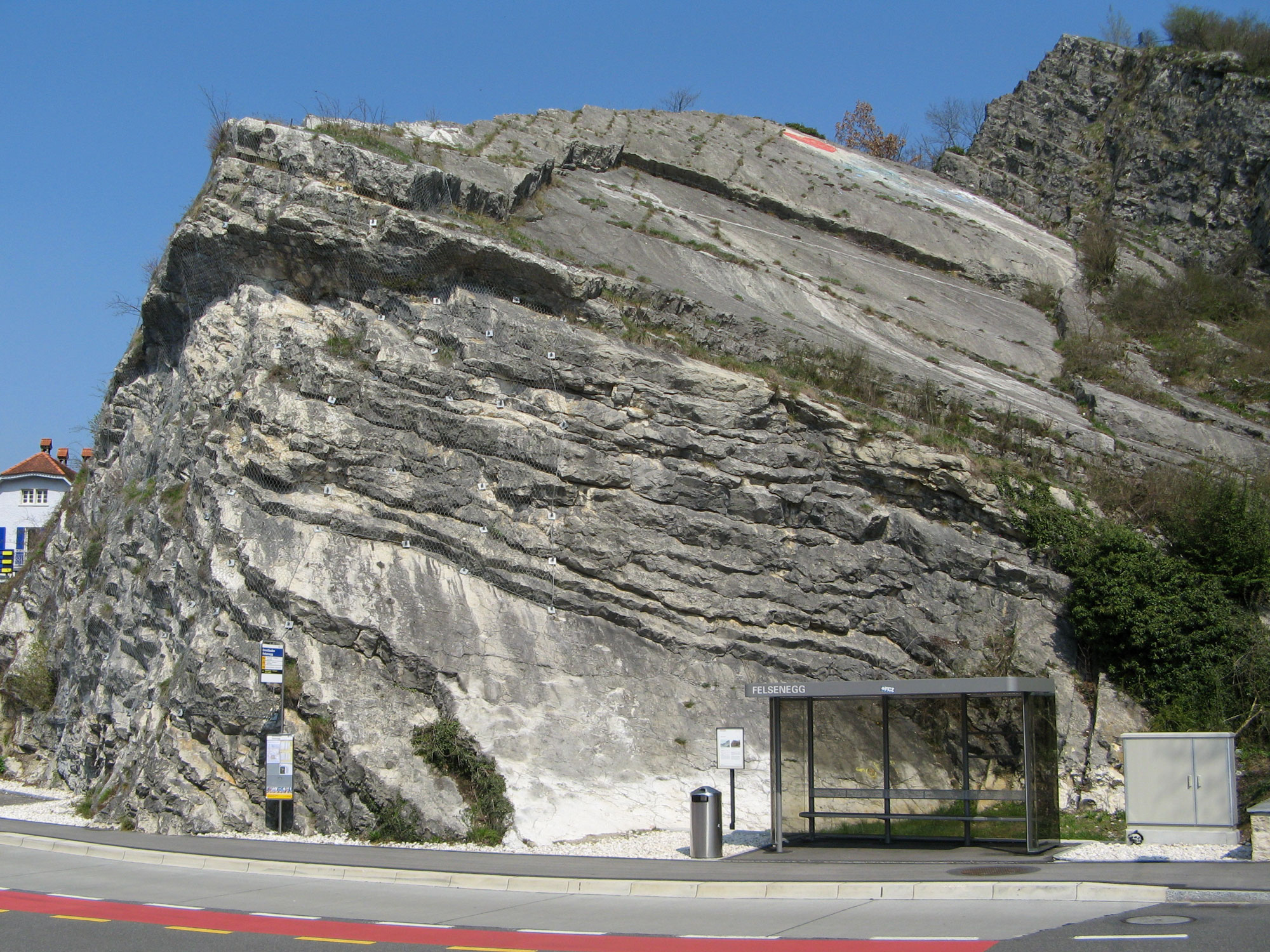
Der westlichste Teil des Lägerngrates brach 1899 bei einem Felssturz ab, die einzelnen Kalkfelsschichten sind gut erkennbar

Luftbild (1950)

Baden liegt am Schnittpunkt des Schweizer Mittellandes und des Juragebirges. Die Lägern, ein sich bis nach Dielsdorf im Zürcher Unterland erstreckender felsiger Höhenrücken (Höhe bis 866 m ü. M.), bildet den östlichsten Ausläufer des Faltenjuras. Der Höhenzug entstand vor vier bis neun Millionen Jahren durch Auffaltung von Kalksteinschichten. Seine Fortsetzung findet der Faltenjura im Westen mit dem Hundsbuck (539 m ü. M.) und dem vorgelagerten Schlossberg (457 m ü. M.). Die beiden Anhöhen östlich und westlich von Baden sind durch eine Klus getrennt, die von der Limmat in der Zeit der Auffaltung des Juras geschaffen wurde. Die Klus ist an ihrer engsten Stelle so schmal, dass die Strasse mit einer kurzen Holzbrücke über den Fluss geführt werden konnte. Im Bereich des Engnisses weist die Limmat aufgrund des stärkeren Gefälles Untiefen und leichte Stromschnellen auf.
Beidseits der Klus weitet sich das Limmattal zu breiten Becken mit Schotterablagerungen aus, dem Wettingerfeld im Südosten und dem Haselfeld im Norden. Von Killwangen bis Baden hat sich der Fluss tief in die Schotterebene gegraben. Die in Baden nordwärts fliessende Limmat stösst am Rand des Haselfeldes an die Goldwand und biegt dort nach Westen ab. An der Flussbiegung befinden sich 21 Quellen, aus denen stark mineralhaltiges Thermalwasser an die Oberfläche tritt (→ Thermalbäder Baden). Der Martinsberg (496 m ü. M.) und die Goldwand schliessen das Haselfeld ab und bilden eine zweite Klus. Südlich davon liegt zwischen Martinsberg und Hundsbuck das Eichtal, das in die Müseren-Hochebene übergeht. Diese zählt zum hauptsächlich aus Muschelkalk bestehenden Tafeljura.
Im Süden des Stadtgebiets dominiert der Heitersberg, ein aus Süsswassermolasse bestehender Höhenrücken des Mittellandes, die Landschaft. Im Gegensatz zum Faltenjura wurden die Schichten hier schräg gestellt. Der Heitersberg ist in mehrere Hügel gegliedert; auf Badener Gebiet sind dies der Chrüzliberg (513 m ü. M.), der Baregg (531 m ü. M.) und der Oberhau (617 m ü. M.) als höchster Punkt des Stadtgebietes. Zwischen Chrüzliberg und Baregg liegt der Teufelskeller, eine Sackung mit Höhlen und markanten Felstürmen. Westlich der Heitersbergkette, seit der Würm-Kaltzeit durch eine Seitenmoräne getrennt, liegt die Ebene des Reusstals.

### Klima
Baden liegt in der gemässigten Klimazone. Prägend für das Klima sind einerseits die Winde aus westlichen Richtungen, die oft Niederschlag heranführen, andererseits die Bise (Ost- oder Nordostwind), die meist mit Hochdrucklagen verbunden ist, aber in allen Jahreszeiten kühlere Witterungsphasen bringt, als im Mittel zu erwarten wären. Der in den Alpentälern und am Alpenrand wichtige Föhn zeigt im Normalfall keine speziellen klimatischen Auswirkungen auf Baden.
Die nächstgelegenen Klima-Messstationen von MeteoSchweiz befinden sich in Buchs/Aarau und Zürich-Affoltern. Beide sind rund 20 Kilometer entfernt und liefern annähernd gleiche Werte. Daraus ergibt sich für Baden ungefähr eine Jahresmitteltemperatur von 8,6 °C. Der kälteste Monat ist Januar mit −0,6 °C, der wärmste ist Juli mit 18,0 °C. Die Niederschlagsmenge beträgt rund 1050 mm pro Jahr, wobei besonders während der drei Sommermonate aufgrund der konvektiven Niederschläge höhere Mengen gemessen werden als im Winter.

### Stadtgliederung

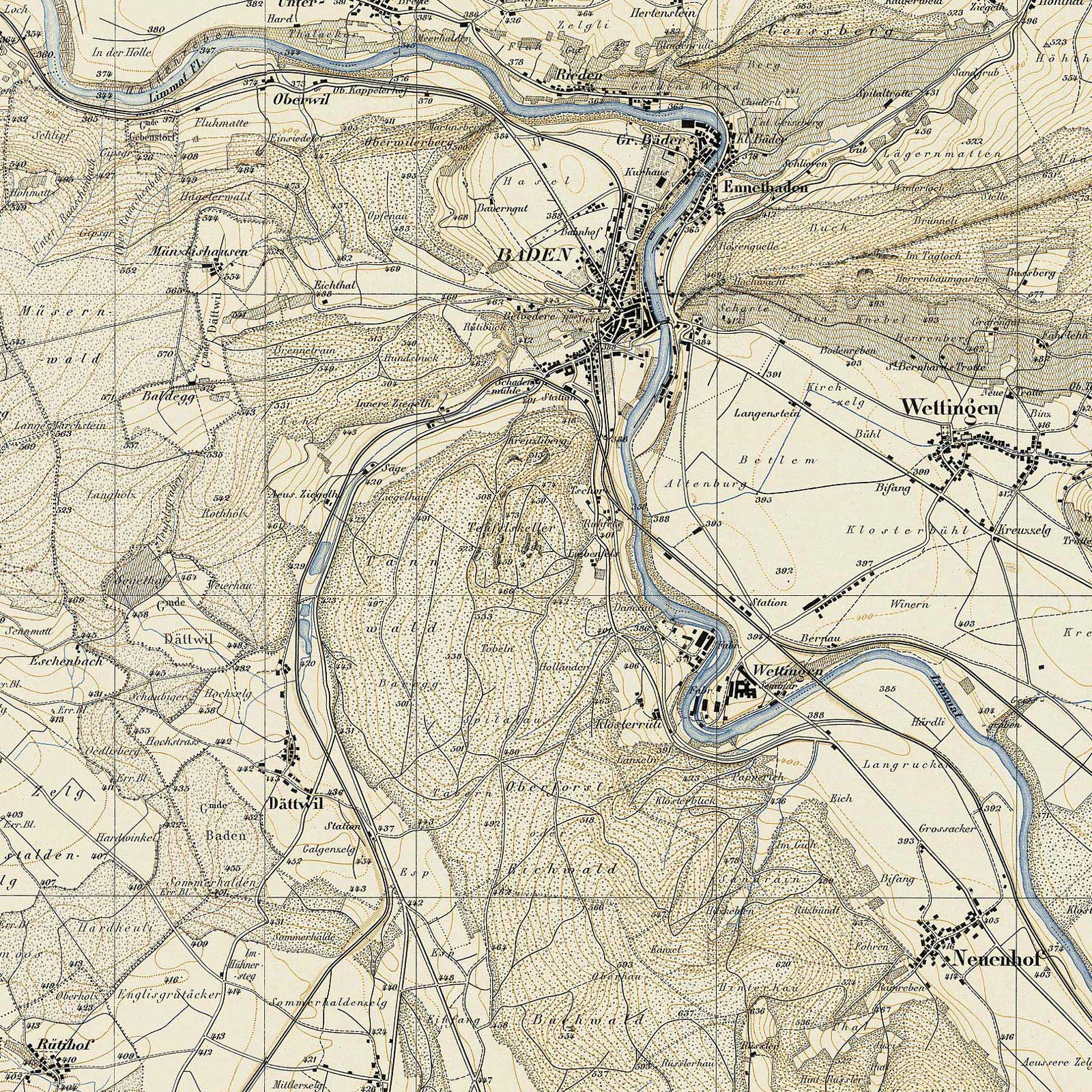
Baden im Siegfriedatlas (1874)

Aufgrund der naturräumlichen Gliederung weist das Siedlungsgebiet eine strahlenförmige Struktur auf. Den Mittelpunkt bildet die am linken Ufer der Limmat in der Klus zwischen der Lägern und dem Schlossberg gelegene Altstadt. Nördlich davon liegen das moderne Zentrum mit dem Bahnhof, das Bäderquartier und das Industriegebiet. Durch das Engnis bei der Klus am Martinsberg vom Industriegebiet getrennt, schliesst sich im Nordwesten auf einer Ebene über der Limmat das Kappelerhof-Quartier an. Im Eichtal westlich der Altstadt liegen das Allmend-Quartier und der ehemalige Weiler Münzlishausen. Südwestlich der Altstadt erstreckt sich im engen Tal des Stadtbachs zwischen Hundsbuck und Chrüzliberg das Meierhof-Quartier bis zum Weiherhof, im Süden am Osthang des Chrüzlibergs das Brunnmatt-Quartier mit dem Friedhof. Auf der rechten Seite der Limmat besitzt Baden eine kleine Fläche auf dem Wettingerfeld und am Abhang des Lägernausläufers bis unterhalb von Schloss Schartenfels.
Knapp drei Kilometer südwestlich der Altstadt liegen an der Seitenmoräne des ehemaligen Reussgletschers die Ortsteile Dättwil und Segelhof mit zusammen etwa 2800 Einwohnern. In dieser Gegend besitzt die Stadt fast ihre gesamten Baulandreserven. Nochmals rund zwei Kilometer weiter südwestlich liegt im Reusstal der Ortsteil Rütihof, eine fast gänzlich überbaute Exklave zwischen den Gemeindearealen von Fislisbach und Mellingen. Mit rund 2400 Einwohnern ist sie die bevölkerungsreichste Exklave der Schweiz. Rund 4,5 km westnordwestlich der Innenstadt liegt das Dorfzentrum der ehemals eigenständigen Gemeinde Turgi, die Anfang 2024 mit Baden fusionierte.
Das Gemeindegebiet ist 1472 Hektaren gross, davon sind 794 Hektaren mit Wald bedeckt und 527 Hektaren überbaut. Baden verfügt über eine sehr grosse Waldfläche am Abhang über der Limmat bei Kappelerhof, im Gebiet Müseren, Langholz und Brenntrain und auf der Baregg bis zum Oberforst. Rund ein Viertel der Badener Waldfläche steht unter Naturschutz; im Teufelskeller, auf dem Unterwilerberg und am Sonnenberg befinden sich Waldreservate. Der höchste Punkt liegt auf 619 Metern am Oberhau, der tiefste auf 331 Metern an der Limmat.
Die Nachbargemeinden Badens sind Obersiggenthal und Untersiggenthal im Norden, Ennetbaden und Wettingen im Osten, Neuenhof im Südosten, Fislisbach im Süden, Birmenstorf und Gebenstorf im Westen. Die Exklave Rütihof grenzt an Birmenstorf, Fislisbach und Mellingen. Das Badener Stadtzentrum bildet zusammen mit Ennetbaden, Neuenhof, Obersiggenthal und Wettingen einen lückenlos zusammengewachsenen Siedlungsraum.
2020 erhielt Baden für seine qualitätsvolle, nachhaltige Gliederung des öffentlichen Raums den Wakkerpreis, der vom Schweizer Heimatschutz für beispielhaften Schutz des Ortsbildes verliehen wird.

## Geschichte

### Ur- und Frühgeschichte
Das Limmattal war bereits während der Mittelsteinzeit besiedelt. Die Menschen betrieben Fischfang, wie Funde von Harpunen aus Knochen und Hirschgeweih beweisen. Während der Jungsteinzeit bildete sich entlang der Limmat ein kontinuierlicher Siedlungsraum. Auf Stadtgebiet gefundene Gegenstände sind der Horgener Kultur und der Schnurkeramik-Kultur zuzuordnen, darunter Schuhleistenkeile, Steinbeile und Handspindel. Während der Bronzezeit blieben Steinwerkzeuge noch lange in Gebrauch, da Kupfer und Bronze importiert werden mussten. Deshalb sind Funde von Metallgegenständen eher spärlich, darunter ein bei Dättwil entdecktes Beil. Aus der Hallstattzeit ist lediglich eine Fibel bekannt, aus der Latènezeit eine Tonschüssel. Griechische Händler brachten im 5. Jahrhundert v. Chr. ein Apotropaion nach Baden, das 1871 zum Vorschein kam. Etwa im 2. Jahrhundert v. Chr. begann sich die keltische Volksgruppe der Helvetier anzusiedeln. Baden dürfte eine von 400 Siedlungen der Helvetier gewesen sein, die Julius Caesar in seinem Bericht De bello Gallico erwähnte.

### Römische Zeit
Im Jahr 14 n. Chr. bauten die Römer etwa fünf Kilometer westlich von Baden, auf dem Gemeindegebiet von Windisch, das Legionslager Vindonissa. Die römischen Legionäre erkannten die Heilwirkung des Thermalwassers und errichteten Thermenanlagen an der Flussbiegung der Limmat, inschriftlich bezeugt als Aquae Helveticae. Unmittelbar angrenzend entstand im ersten Viertel des 1. Jahrhunderts ein von Händlern und Handwerkern bewohnter Vicus. Der Ort, der wahrscheinlich unter militärischer Verwaltung stand, lag am Schnittpunkt bedeutender Verkehrsverbindungen. Die Hauptachse führte von Augusta Raurica (Augst) über Vitudurum (Oberwinterthur) nach Brigantium (Bregenz), vor der Brücke in Aquae Helveticae bog eine Strasse in Richtung Turicum (Zürich) ab, die weiter zu den Alpenpässen führte. 2008 ergaben Grabungen, dass die Siedlung sich auch auf das Gebiet von Ennetbaden erstreckte.
Einen Rückschlag erlitt Aquae Helveticae im Vierkaiserjahr 69. Die 21. Legion (Legio XXI Rapax), die den Gegenkaiser Vitellius unterstützte, führte eine Strafaktion gegen die mit Galba verbündeten Helvetier durch. Wie Tacitus in den Historien berichtet, brannten die Legionäre Aquae Helveticae nieder und rieben die helvetische Miliz auf. Die 11. Legion (Legio XI Claudia) war am Wiederaufbau mitbeteiligt. In der zweiten Hälfte des 2. Jahrhunderts begann eine Blütezeit, die zwischen 259 und 270 durch wiederholte Überfälle und Plünderungen durch die Alamannen ein Ende fand. Die Einwohnerzahl sank, da die Bevölkerung vertrieben wurde und das römische Militär wegen des zwischenzeitlichen Rückzugs über die Alpen keinen Schutz bieten konnte. In der Spätantike war der Ort wiederum bewohnt, er war aber bedeutend kleiner als zuvor.

### Früh- und Hochmittelalter

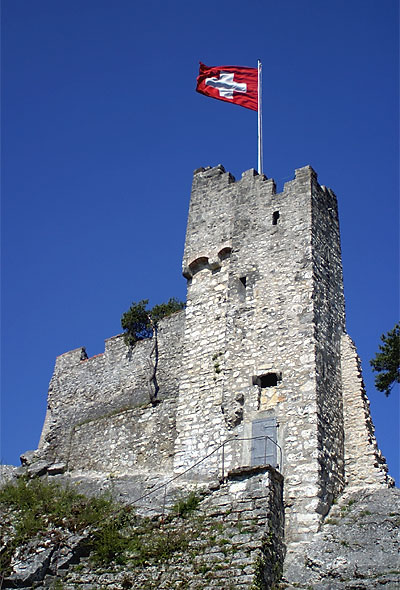
Ruine Stein

Alamannische Gräber aus dem 7. Jahrhundert deuten darauf hin, dass das Gebiet nach dem endgültigen Abzug der Römer im ersten Jahrzehnt des 5. Jahrhunderts durchgehend besiedelt war. In der zweiten Hälfte des 9. Jahrhunderts wurde der erste Vorgängerbau der heutigen Stadtpfarrkirche errichtet, die am Rande einer dörflichen Siedlung lag.
Noch vor der Jahrtausendwende entstand auf dem Felsgrat des Schlossbergs die Burg Stein. Auf wessen Befehl sie errichtet wurde, ist unklar; wahrscheinlich waren es die Grafen von Nellenburg, die damaligen Herrscher des Zürichgaus. Da die Grafen von Lenzburg sich im Gegensatz zu den Nellenburgern im Investiturstreit auf die Seite des deutschen Königs Heinrich IV. stellten, erhielten sie 1077 den Zürichgau und damit wohl auch Baden zugesprochen. Vor 1127 kam es zu einer Teilung der Lenzburger Herrschaft; die Nachkommen von Arnold II. (1070–1127) bezeichneten sich als Grafen von Baden: 1130 Arnold de Baden, 1140 Werinherus comes de Badin etc. Der Ortsname selbst ist im Nekrolog des in einer Kopie aus dem 16. Jahrhundert erhaltenen Liber Heremi für die Zeit um 1030 erstmals in seiner deutschen Form bezeugt: Comes Eberhardus dedit huobam in Baden. Es handelt sich dabei um eine Übersetzung des römischen Namens Aquae im Dativ des Ortes (ze) badun «bei den Bädern».
Die Badener Linie starb 1172 aus, die Hauptlinie 1173. Kaiser Barbarossa nahm eine Neueinteilung der Lehen vor. Der westliche Zürichgau zwischen Limmat und Reuss gelangte an die Habsburger. Davon ausgenommen waren Baden und die Burg Stein, die durch Erbschaft an die Grafen von Kyburg gelangten. Hartmann IV. von Kyburg starb 1264 ohne männliche Nachkommen. Der spätere König Rudolf I., Graf von Habsburg, übernahm die Vormundschaft der minderjährigen Erbin und damit auch die Verwaltung der Herrschaft. 1273 erzwang er die Abtretung der Herrschaftsgebiete im Aargau und Zürichgau, wodurch auch Baden an die Habsburger fiel.

### Habsburgische Stadt
Die Siedlung an der engsten Stelle der Klus begann um 1230 nach Verleihung des Marktrechts städtische Züge anzunehmen. Das 1265 erwähnte «Niderhus» (das spätere Landvogteischloss) schützte den östlichen Brückenkopf am unpassierbaren Lägerngrat und riegelte zusammen mit der Burg Stein die Engstelle ab. Rund 800 Meter nördlich der Hauptsiedlung lag um die Thermalquellen ein zweiter Siedlungsschwerpunkt, mit den «Grossen Bädern» am linken und den «Kleinen Bädern» am rechten Flussufer. Um 1250 entwickelte sich Baden zu einem eigenen Hochgerichtsbezirk.

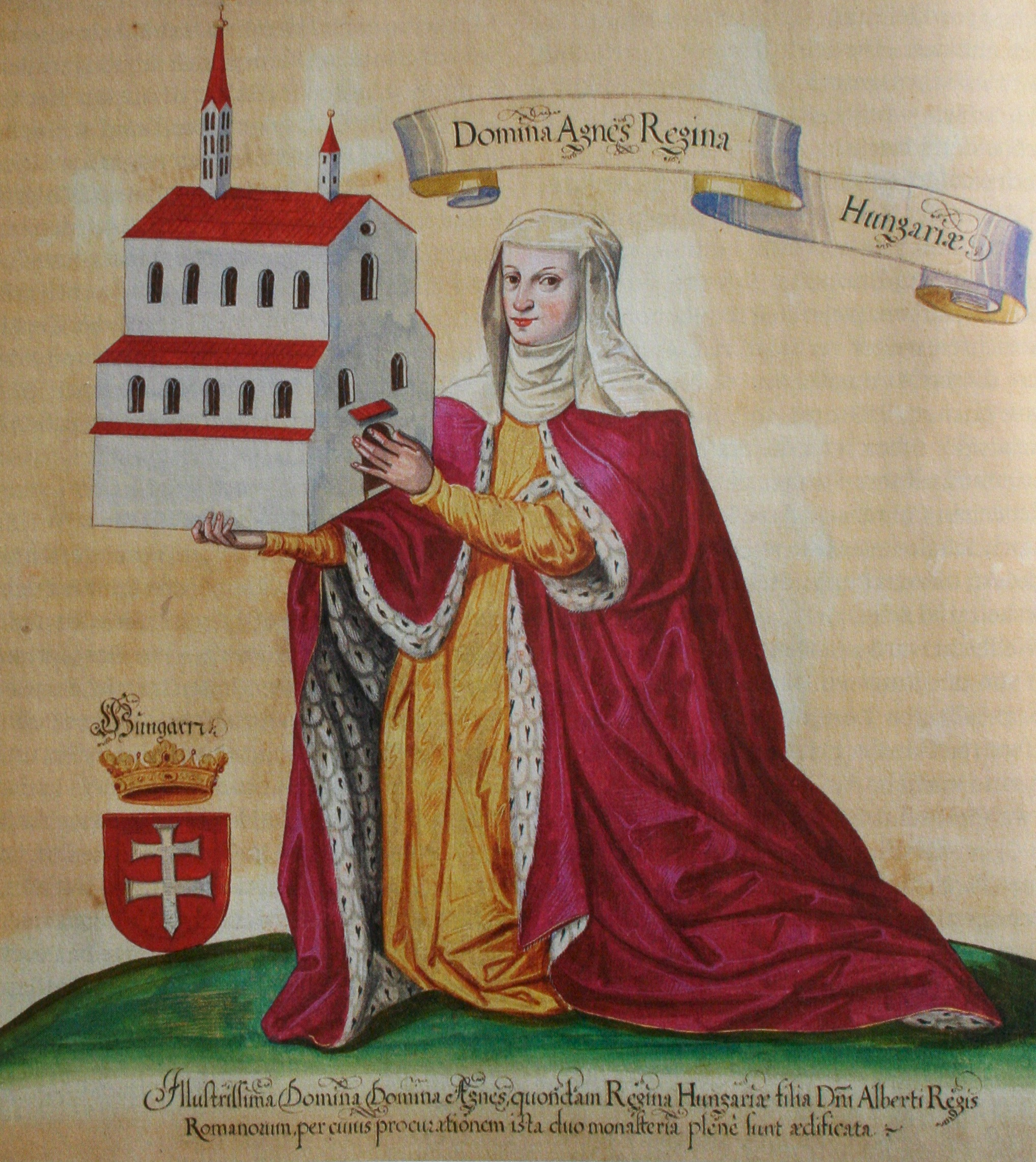
Agnes von Ungarn

Während der ersten Phase der Habsburgerkriege erkannte Albrecht I. das strategische Potenzial. 1297 verlieh er das Stadtrecht und liess Baden als Sperrfestung gegen Zürichs Expansionsbestrebungen ausbauen. 1303–1307 entstand der Habsburger Urbar, ein Inventar der habsburgischen Ansprüche. Dessen Aufbewahrungsort war die Burg Stein, die sich zum Verwaltungssitz und zentralen Archiv Vorderösterreichs entwickelte. Königin Agnes von Ungarn stiftete 1349 das Agnesspital, das zahlreiche Grund- und Patronatsrechte erwerben konnte und zu einem bedeutenden Wirtschafts- und Machtfaktor wurde.
Ende 1351 zogen Zürcher Truppen durch den Ostaargau. Sie konnten die Stadt nicht einnehmen, brannten aber die Bäder nieder und plünderten die umliegenden Dörfer. In der Schlacht bei Dättwil konnten sie sich am 26. Dezember den Rückweg freikämpfen und die Beute in Sicherheit bringen. 1375 hielt Baden einem Angriff der Gugler stand, die Vorstadt geriet aber in Brand. Auf die Schlacht bei Sempach von 1386 folgten Plünderungszüge der Eidgenossen. Zürcher und Schwyzer brannten im Juli 1388 erneut die Bäder nieder. Herzog Friedrich IV. fiel im März 1415 beim Konzil von Konstanz in Ungnade, nachdem er dem Gegenpapst Johannes XXIII. zur Flucht verholfen hatte. König Sigismund forderte die Eidgenossen auf, den Aargau im Namen des Reiches zu erobern.

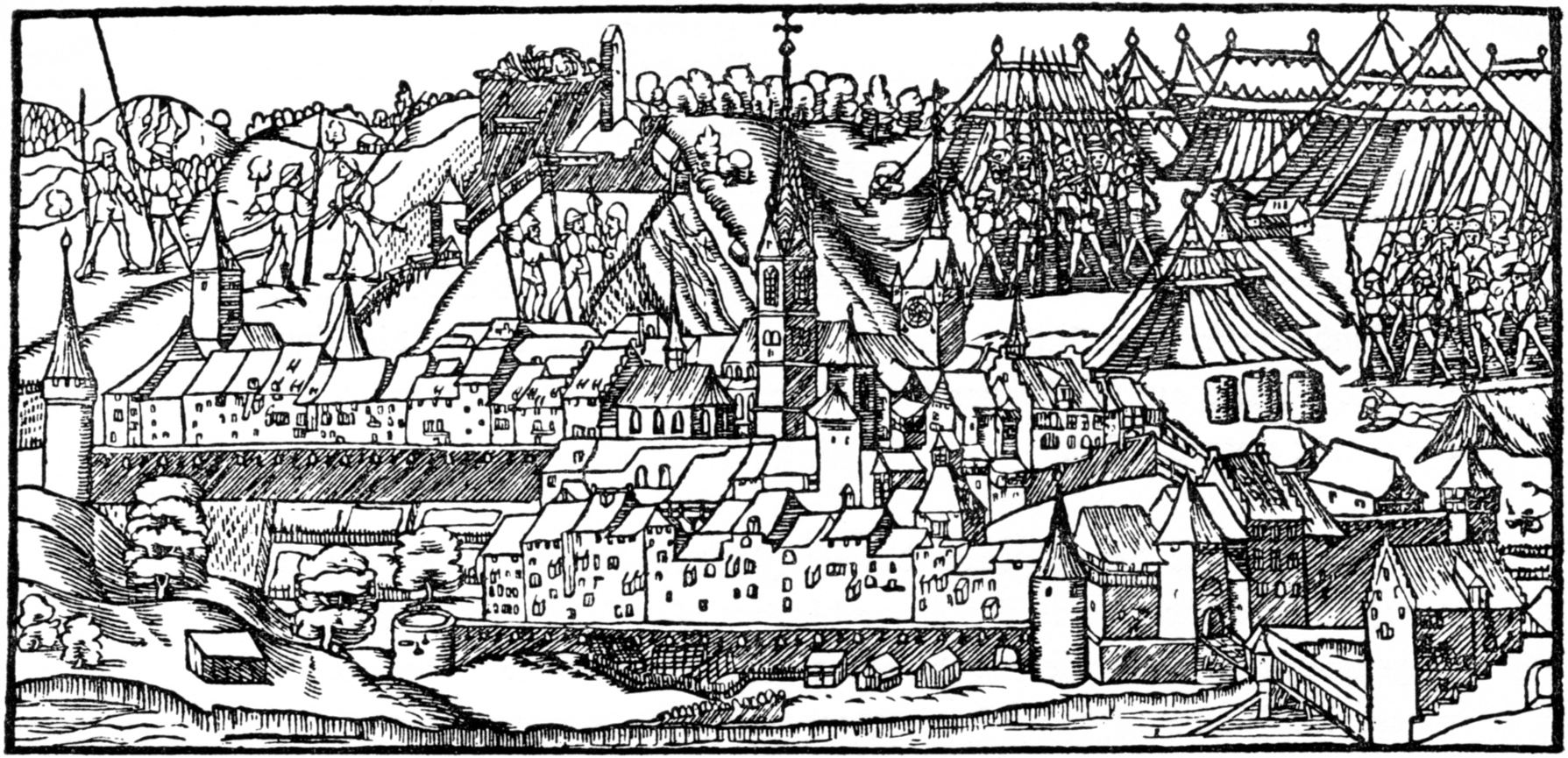
Belagerung Badens durch die Eidgenossen (1415)

Die Eidgenossen nahmen die Aargauer Städte und Burgen mit wenig Gegenwehr ein. Am 25. April 1415 begannen sie mit der Belagerung Badens, der letzten habsburgischen Bastion. Die Verteidiger unter Landvogt Burkart von Mansberg mussten die Stadt am 3. Mai aufgeben und zogen sich auf die Burg zurück. Nachdem die Eidgenossen Verstärkung erhalten hatten, schloss Mansberg am 11. Mai einen Waffenstillstand. Damit wollte er Zeit gewinnen, denn inzwischen hatte sich Herzog Friedrich mit dem König versöhnt. Sigismund forderte die sofortige Einstellung der Feindseligkeiten und die Rückgabe der eroberten Gebiete. Die Eidgenossen widersetzten sich diesem Befehl: Sie zwangen die Verteidiger am 18. Mai zur Kapitulation, schafften das Archiv der Habsburger nach Luzern und schleiften die Burg.

### Unter der Herrschaft der Eidgenossen
Sigismund erklärte Baden zur Freien Reichsstadt, doch war dieser Status bereits nach wenigen Wochen rein fiktiv, da der König die Reichspfandschaft über den östlichen Aargau an Zürich verkaufte. Im Dezember 1415 nahm Zürich die übrigen beteiligten Orte in die Reichspfandschaft mit auf. Dadurch übernahmen die Eidgenossen de facto die Landesherrschaft. Baden und die nähere Umgebung wurden als Grafschaft Baden zu einer Gemeinen Herrschaft, einem gemeinsam verwalteten Untertanengebiet der Acht Alten Orte. Jeder Ort stellte im Zweijahresrhythmus einen Landvogt, der im Landvogteischloss residierte.

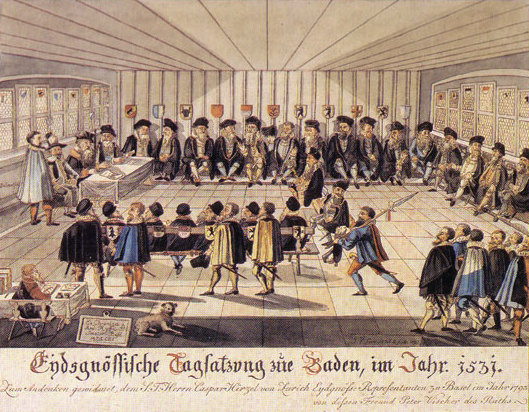
Tagsatzung im Rathaus (1531)

Schon zu habsburgischer Zeit war Baden wegen der Bäder und der damit verbundenen Zerstreuungen ein beliebter Verhandlungsort gewesen. Die Eidgenossen setzten diese Tradition fort. Die Verwaltung der gemeinsam eroberten Gebiete machte häufigere Absprachen nötig. Deshalb trafen sich die Abgesandten ab 1416 im Badener Rathaus zu Tagsatzungen. Diese fanden auch in anderen Städten statt, doch die wichtigsten Geschäfte wurden in Baden verhandelt. Dazu gehörten die Abnahme der Jahresrechnungen aller Gemeinen Herrschaften, aber auch Entscheidungen über Krieg, Frieden und Bündnisse. Wichtige Verträge, die hier ausgehandelt wurden, sind der Badener Vertrag von 1585 und die Defensionale von 1668.
König Friedrich III. verbündete sich 1443 im Alten Zürichkrieg mit Zürich. Baden ergab sich kampflos den übrigen Orten. Am 2. Juli 1443 bestätigten sie den theoretischen Status als Freie Reichsstadt und erzwangen jederzeitigen uneingeschränkten Zugang. Ausserdem musste sich Baden bei zukünftigen Auseinandersetzungen neutral verhalten. Wenige Tage später unternahmen die Österreicher einen Überfall auf Baden, der jedoch scheiterte. Bis 1446 versuchten die Zürcher insgesamt viermal, die Stadt einzunehmen. Die Versuche scheiterten, die Zürcher plünderten jedoch die Umgebung und steckten die Bäder sowie die Vorstadt in Brand.
Die Grafschaft Baden war ein straff geführter Verwaltungsbezirk, wobei die Stadt eine autonome Sonderstellung hatte. Inhaber der Regierungs- und Gerichtsgewalt waren der Schultheiss und der sechsköpfige Kleine Rat. Sie führten gemeinsam die Verwaltung, beaufsichtigten den Markt, waren Appellationsinstanz und ernannten Beamte. Der Schultheiss wurde aus den Reihen des Kleinen Rates gewählt, der auch neue Mitglieder selbst bestimmte. Zu besonders wichtigen Geschäften wurde der ebenfalls sich selbst ergänzende Rat der Vierzig hinzugezogen. Schultheiss, Kleiner Rat und Rat der Vierzig ernannten den Rat der Sechzig, der aber nur repräsentative Aufgaben hatte. Mit der Zeit bildete sich ein Patriziat, das die einfachen Bürger von der Politik ausschloss.
Wegen der Bäder und der Lage am Schnittpunkt mehrerer wichtiger Strassen war die Wirtschaftsstruktur vielfältig. Der Anteil am Warenverkehr auf der Limmat hingegen war gering, da Zürich diesen monopolartig beherrschte. Das Einzugsgebiet des Marktes umfasste fast die gesamte Grafschaft Baden und bedrängte jenen naher Kleinstädte. Unter den Handwerkern überdurchschnittlich vertreten war aufgrund der Nachfrage der Badegäste und Abgesandten das Kunsthandwerk. Die Handwerkszweige waren in Bruderschaften organisiert, die jedoch keinen politischen Einfluss hatten. Hohe Ungeldeinnahmen führten zu einer starken Finanzkraft. Das «Rentamt» legte die überschüssigen Gelder des Stadthaushalts in Darlehen an, die an Privatpersonen, Fürsten, Klöster und Städte gingen.

### Reformationswirren und Religionskriege

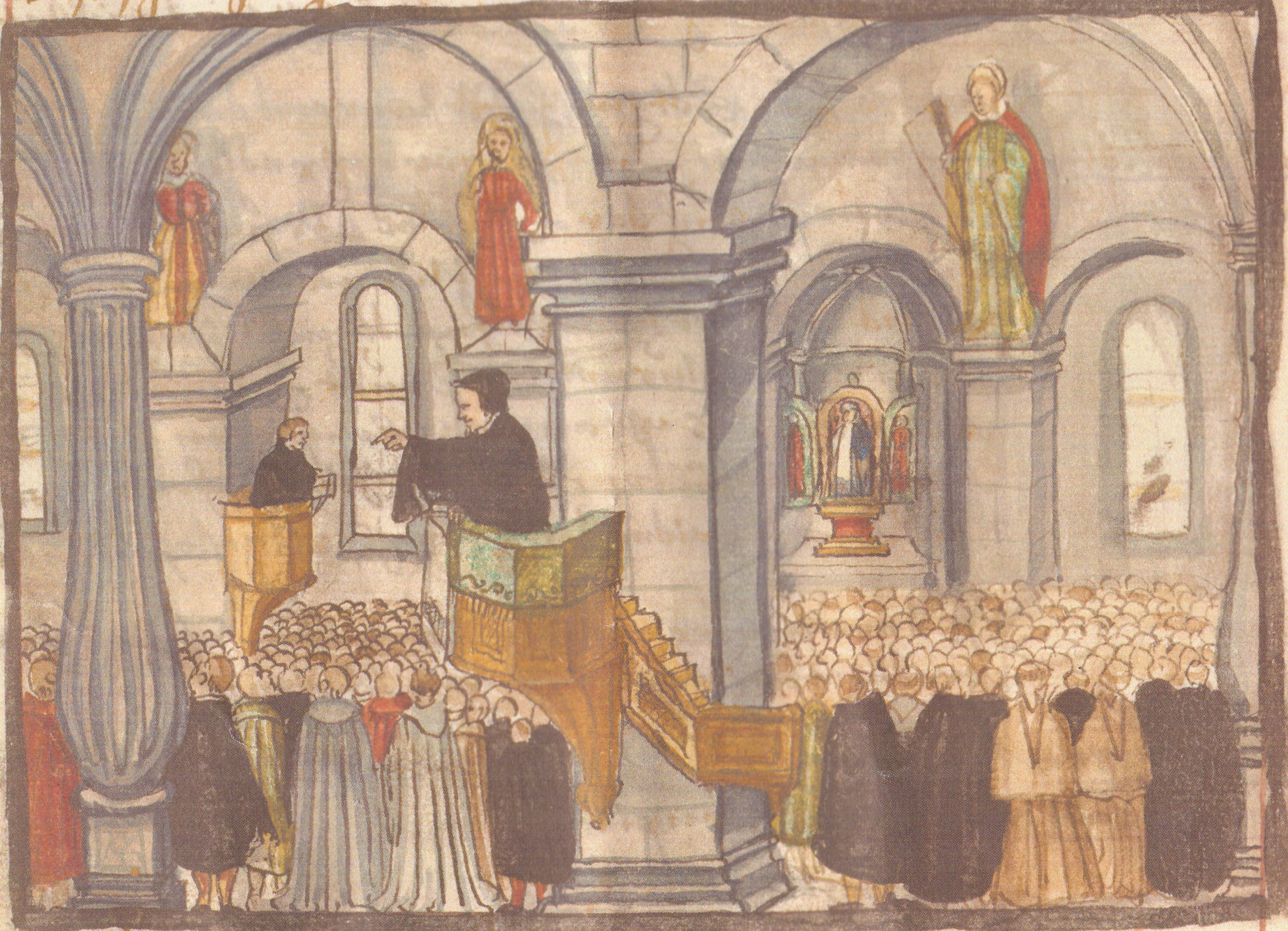
Badener Disputation (1526)

Im Jahre 1512 erhielt die Stadt Baden von Papst Julius II. eigens einen wertvollen Juliusbanner für die 1508–1510 im Grossen Pavier Feldzug geleisteten Dienste zur Vertreibung der Franzosen. Huldrych Zwingli begann 1519 die Lehren der Reformation zu verbreiten und fand bald auch in der Grafschaft Baden Anhänger. Als der Pfarrer von Fislisbach (eine Kollatur des Agnesspitals) 1522 Partei für den Reformator ergriff, führte dies zu einem Tumult, was einer der Auslöser der Zürcher Disputationen von 1523 war. Im Mai und Juni 1526 fand die Badener Disputation zwischen Johannes Eck und Johannes Oekolampad statt. Vier der Dreizehn Alten Orte entschieden sich für den neuen Glauben, was das Ende der konfessionellen Einheit bedeutete. Zahlreiche Pfarreien der Grafschaft schlossen sich der Reformation an. Die Stadt hingegen blieb katholisch, vor allem weil sie ihren Status als Tagsatzungs- und Kurort nicht gefährden wollte.
1529 führten die latenten Spannungen zum Ersten Kappelerkrieg, der jedoch kampflos endete. In den Gemeinen Herrschaften durften die Kirchgemeinden autonom über das religiöse Bekenntnis entscheiden, wobei Baden weiterhin dem alten Glauben treu blieb. Im Zweiten Kappelerkrieg von 1531 verhinderten die katholischen Orte die weitere Ausbreitung der Reformation. Gemäss dem Zweiten Landfrieden wurden mehrere Pfarreien um Baden und das Kloster Wettingen rekatholisiert. Das Agnesspital blieb weiterhin im Besitz ihrer Kollaturen auf Zürcher Gebiet, musste aber die Einsetzung reformierter Geistlicher dulden.

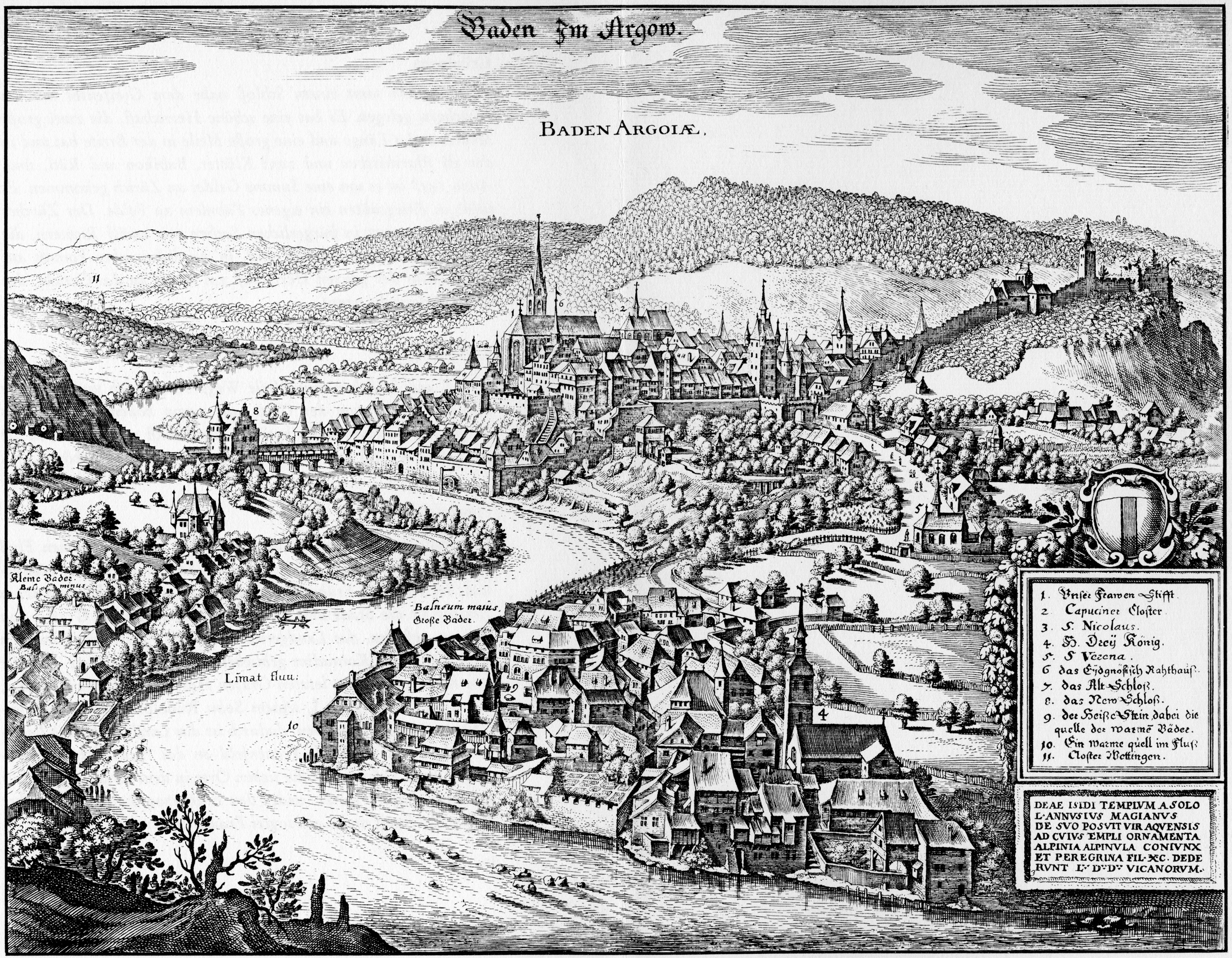
Ansicht der Stadt Baden von Matthäus Merian (1642)

Baden blieb weiterhin ein beliebtes Reiseziel für weltliche und geistliche Würdenträger beider Konfessionen. 1588 gründeten Kapuziner das Kloster St. Johannes und Katharina, das während der Tagsatzungen als Treffpunkt der katholischen Abgesandten diente. 1612, ein Jahr nach einer verheerenden Pestepidemie, folgte die Gründung des Kapuzinerinnenklosters Mariä Krönung. Die Stadt gründete 1624 das Chorherrenstift Mariä Himmelfahrt.
Nach der Niederlage der Reformierten im Ersten Villmergerkrieg von 1655/56 plante Baden den Wiederaufbau der Burg Stein als Festung. Ende 1657 begannen die aus Eigenmitteln finanzierten Bauarbeiten, die eine klare Missachtung der Friedens- und Neutralitätsbestimmungen darstellten. Zürich protestierte gegen den Festungsbau, verbot seinen Bürgern für sechs Jahre den Bäderbesuch und erliess wirtschaftliche Sanktionen. Doch die übrigen Orte wollten sich nicht in einen weiteren Konflikt hineinziehen lassen. Der Festungsbau war 1670 abgeschlossen, bis 1692 folgte die Verstärkung der Stadtmauern. Während des Spanischen Erbfolgekriegs war Baden Sitz des österreichischen Botschafters; auch die Gesandten Frankreichs und Spaniens weilten oft in der Stadt.
Das Verteidigungsbauwerk war bereits bei seiner Fertigstellung technisch veraltet. Insbesondere fehlten Aussenwerke, so dass sich den Gegnern ein leichtes Ziel bot. Wenige Wochen nach Ausbruch des Zweiten Villmergerkriegs belagerten Berner und Zürcher am 30. Mai 1712 Baden; sie beschossen Stadt und Festung mit Artillerie. Noch während der Schultheiss angesichts der schweren Schäden mit den Bernern verhandelte, übergaben vier Ratsherren am Morgen des 31. Mai die Torschlüssel den Zürchern, woraufhin diese einmarschierten.

### Hexenverfolgung

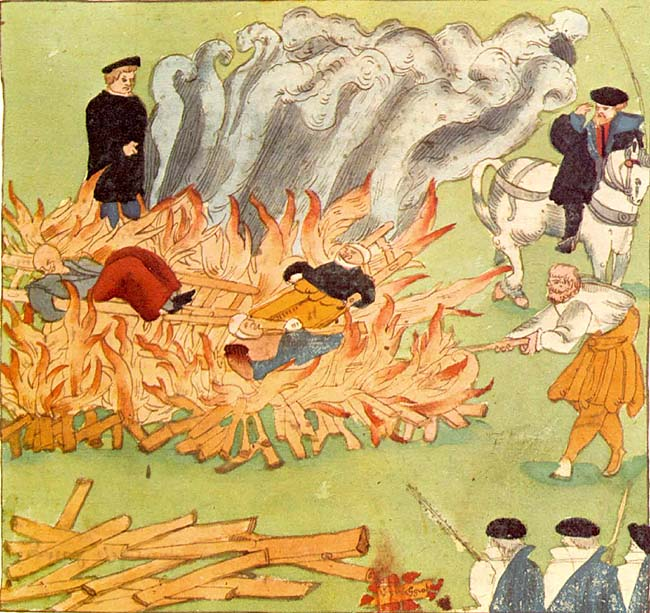
Die Verbrennung von drei Hexen am 4. November 1585, Baden AG

Die Hexenverfolgungen in Baden sind ein dunkles Kapitel der Geschichte der Stadt. Im 16. Jahrhundert wurden über 30 Hexenprozesse von der Gerichtsbarkeit der Grafschaft Baden geführt. Johann Jakob Wick stellt die Verbrennung von drei Hexen am 4. November 1585 in Baden dar. Zwischen der Grafschaft Baden und der Stadt gab es Rivalitäten um die Zuständigkeit der Gerichtsbarkeit. Vor 1608 ist kein Prozess verzeichnet, der von städtischen Gerichtsbehörden geführt wurde. Zu Beginn des 17. Jahrhunderts bemühten sich der Schultheiss sowie der Kleine Rat und Grosse Rat der Stadt Baden um das Gerichtsmonopol für Hexenverfolgung. Alle angeklagten Frauen wurden zum Tode verurteilt. Es gibt keine Belege für Hexenprozesse gegen Männer. Für die Stadt Baden finden sich für das 17. Jahrhundert Hinweise auf Namen von 17 Opfern der Hexenprozesse. Die beiden letzten Opfer der Hexenverfolgung im Jahr 1642 waren Maria Bodmer von Baden, die einem der ersten Bürgergeschlechter der Stadt angehört haben soll, und Barbel Zingin aus Schneisingen.

### Krise und Revolution

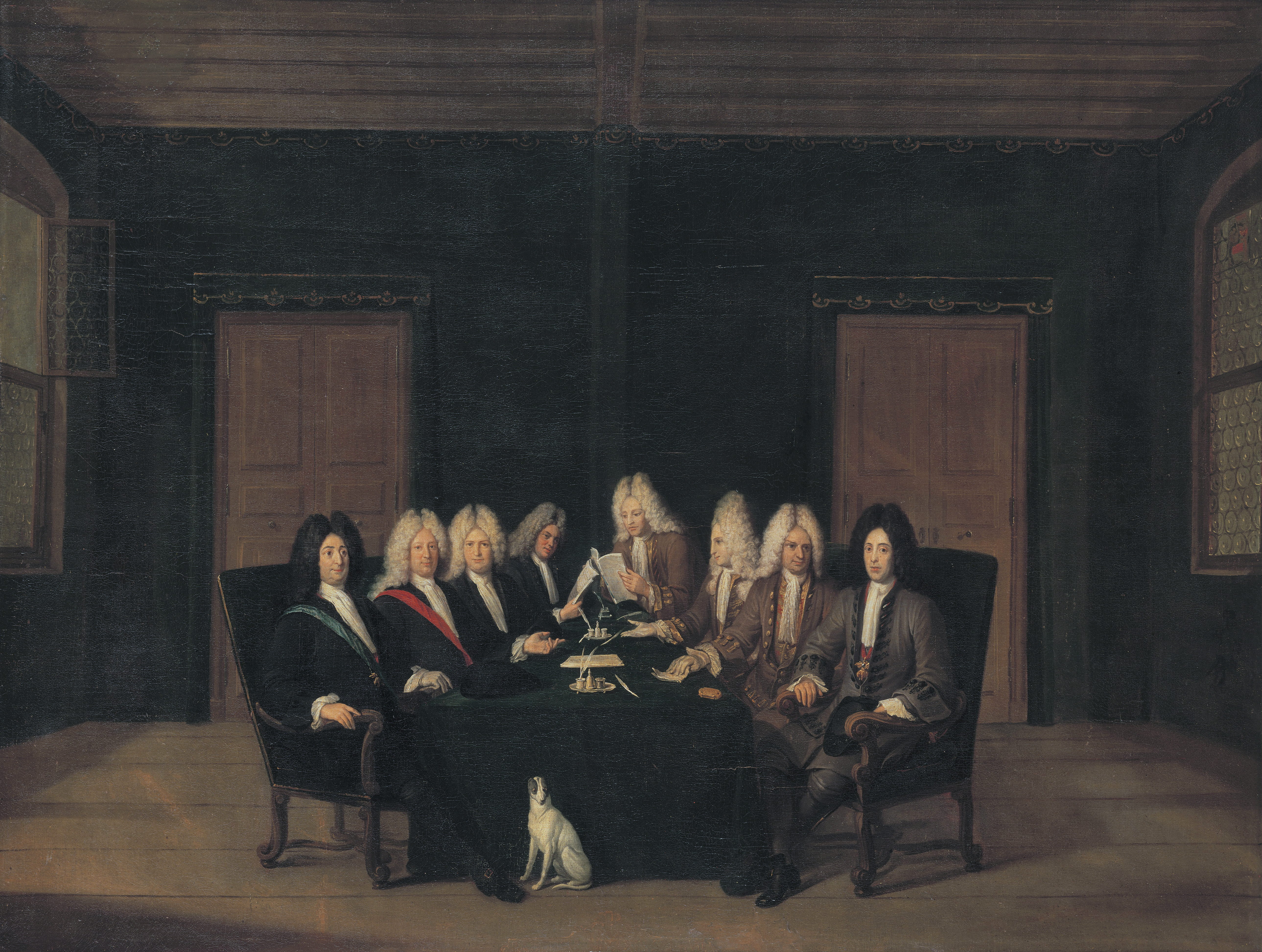
Abgeordnete des Badener Friedenskongresses 1714, Gemälde von Johann Rudolf Huber

1712 musste Baden harte Kapitulationsbedingungen hinnehmen. Die Sieger nahmen sämtliche Waffen, den Bargeldbestand, das Silbergeschirr sowie Kunstgegenstände und Kirchenglocken in ihren Besitz. Die Zürcher zerstörten bis zum 18. Juni die Festung und zwangen die Badener, aus dem Abbruchmaterial die reformierte Kirche zu bauen. Die katholischen Orte wurden von der Verwaltung der Grafschaft ausgeschlossen, und die Stadt musste Machtbefugnisse an die Landvögte abtreten. Die Bürger mussten alle 15 Jahre einen unterwürfigen Huldigungseid schwören.
Nach Ende des Erbfolgekrieges fanden in Baden von Anfang Juni bis 7. September 1714 Friedensverhandlungen zwischen den europäischen Mächten statt. Dabei wurde über die Miteinbeziehung des Heiligen Römischen Reiches in den Rastatter Frieden verhandelt. Abgesandte von 39 Regierungen weilten in der Stadt; allein der französische Abgesandte hatte rund 300 Begleiter, darunter eine Theatergesellschaft. Der Glanz des pompösen Kongresses, der mit dem Frieden von Baden seinen Abschluss fand, konnte nur kurz über den markanten Bedeutungsverlust nach 1712 hinwegtäuschen. Zwar fanden weiterhin vereinzelt Tagsatzungen statt, doch die katholischen Orte weigerten sich, hier über die Verwaltung und die Rechnungsabschlüsse der Gemeinen Herrschaften zu beraten. Aufgrund zunehmend ausbleibender Badegäste erlebte Baden während Jahrzehnten eine wirtschaftliche Schwächung.

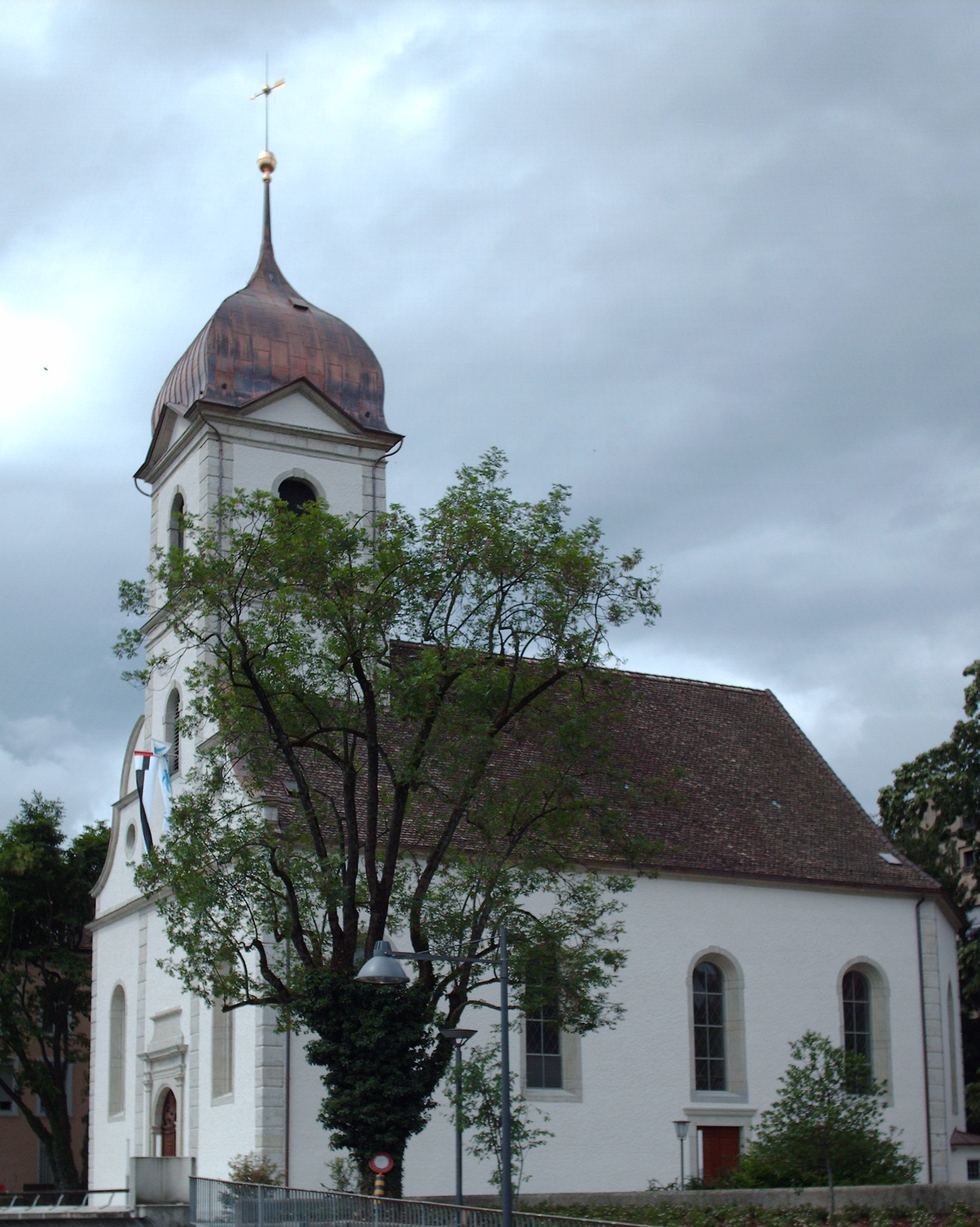
Aus dem Abbruchmaterial der Festung Stein entstand die reformierte Kirche

In den Jahren der Französischen Revolution hielten sich wiederholt Flüchtlinge in Baden auf. Während des Franzoseneinfalls von 1798 blieb die Lage zunächst ruhig. Nachdem aber Bern am 5. März kapituliert hatte, regte sich auch hier Widerstand gegen die alte Ordnung. Am 12. April wurde unter französischem Druck die Helvetische Republik gegründet. Einen Tag zuvor bildeten die Grafschaft Baden, die Freien Ämter, das Amt Merenschwand und das Kelleramt den neuen Kanton Baden. Im helvetischen Zentralstaat waren die Kantone reine Verwaltungseinheiten, die weiter in Distrikte und Munizipalitäten unterteilt waren. Baden wurde am 17. Mai zum Kantonshauptort bestimmt.
Der Zweite Koalitionskrieg hatte 1799 gravierende Auswirkungen auf Baden. Tausende französische Soldaten mussten untergebracht und verpflegt werden. Während der Ersten Schlacht von Zürich liess General André Masséna die Brücken in Baden und beim Kloster Wettingen zerstören, um den Rückzug zu sichern. Zwar begann der Wiederaufbau bereits nach der Zweiten Schlacht von Zürich, doch verzögerte sich die Eröffnung bis 1809. Strafgefangene bauten zwischen 1802 und 1805 eine linksufrige Umgehungsstrasse, trotz Protesten der Stadt und des Klosters, die ihre Brückenzolleinnahmen gefährdet sahen.
Nachdem sich die Franzosen im Spätsommer 1802 vorübergehend zurückgezogen hatten, destabilisierte sich die Lage. Am 13. September besetzten Bauern aus Ehrendingen und Siggenthal widerstandslos die Stadt. Der Aufstand weitete sich zum Stecklikrieg aus und führte nach wenigen Tagen zum Sturz der helvetischen Regierung. Bereits Ende Oktober rückten die Franzosen wieder ein. Mit der am 19. März 1803 von Napoleon Bonaparte unterzeichneten Mediationsakte hörte die Helvetische Republik auf zu existieren. Der Kanton Baden wurde aufgelöst, seither ist Baden Bezirkshauptort im Kanton Aargau. Dättwil strebte die Vereinigung mit Baden an. Doch die Kantonsregierung ordnete am 12. September 1804, gegen den Willen der Einwohner, den Zusammenschluss Dättwils mit Rütihof, Münzlishausen und mehreren Einzelhöfen zu einer eigenständigen Gemeinde an. Die französische Fremdherrschaft endete 1813.

### Wertewandel, Eisenbahnbau, Industrialisierung

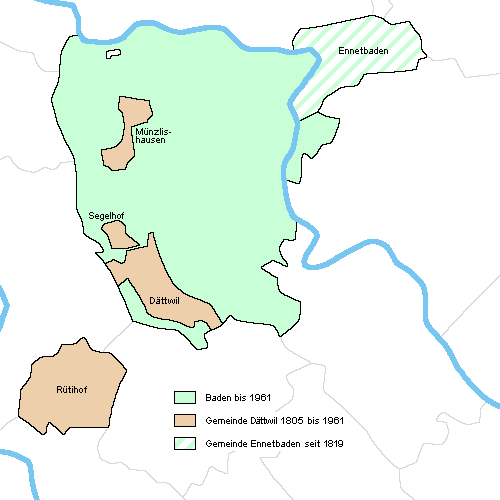
Territoriale Entwicklung Badens

Mit Ennetbaden, dem auf der rechten Limmatseite gelegenen Stadtteil, bestand während Jahrhunderten ein kompliziertes Rechtsverhältnis. Nur die Inhaber der «Kleinen Bäder» besassen das Bürgerrecht, die übrigen Bewohner waren Hintersassen, die dem Kloster St. Blasien zehntpflichtig waren. Nach 1415 verlagerte sich die Steuerpflicht zunehmend zur Stadt, ohne dass den Ennetbadenern die gleichen Rechte zugestanden wurden. Ab 1798 entsandten sie zwar einen Vertreter in den Stadtrat, der aber nur eingeschränktes Mitbestimmungsrecht hatte, so dass es häufig zu Spannungen kam. Als die Ennetbadener die Zahlung der Polizeisteuer verweigerten, stellte der Stadtrat im Januar 1817 beim Kanton den Antrag, den Stadtteil abzutrennen und daraus eine eigenständige Gemeinde zu bilden. Nach langen Verhandlungen erliess die Kantonsregierung ein entsprechendes Dekret, das nach der Zustimmung des Grossen Rates am 22. Dezember 1819 in Kraft trat.
Im Verlaufe des 19. Jahrhunderts vollzog sich ein kultureller Wandel. Neue Gebäude veränderten das Stadtbild grundlegend, die Siedlungsfläche dehnte sich aus. Der bisher dominante katholische Einfluss schwand. Die liberalen Kantone verabschiedeten am 27. Januar 1834 die Badener Artikel, mit dem Ziel, die katholische Kirche unter staatliche Kontrolle zu stellen. Im Zuge des Aargauer Klosterstreits, als die Aargauer Regierung im Januar 1841 sämtliche Klöster aufhob, mussten auch die beiden Klöster in Baden schliessen. Zwar wurde das Kapuzinerinnenkloster 1843 wiedereröffnet, 1867 jedoch endgültig aufgehoben. Der Kulturkampf liess 1874/1875 die konfessionellen Gegensätze ein letztes Mal aufeinanderprallen, als der Stadtrat das Chorherrenstift liquidierte. Der Wertewandel führte damals auch zum Abriss traditionsreicher Gebäude wie dem Agnesspital, dem Mellingerturm und der Kapuzinerkirche.

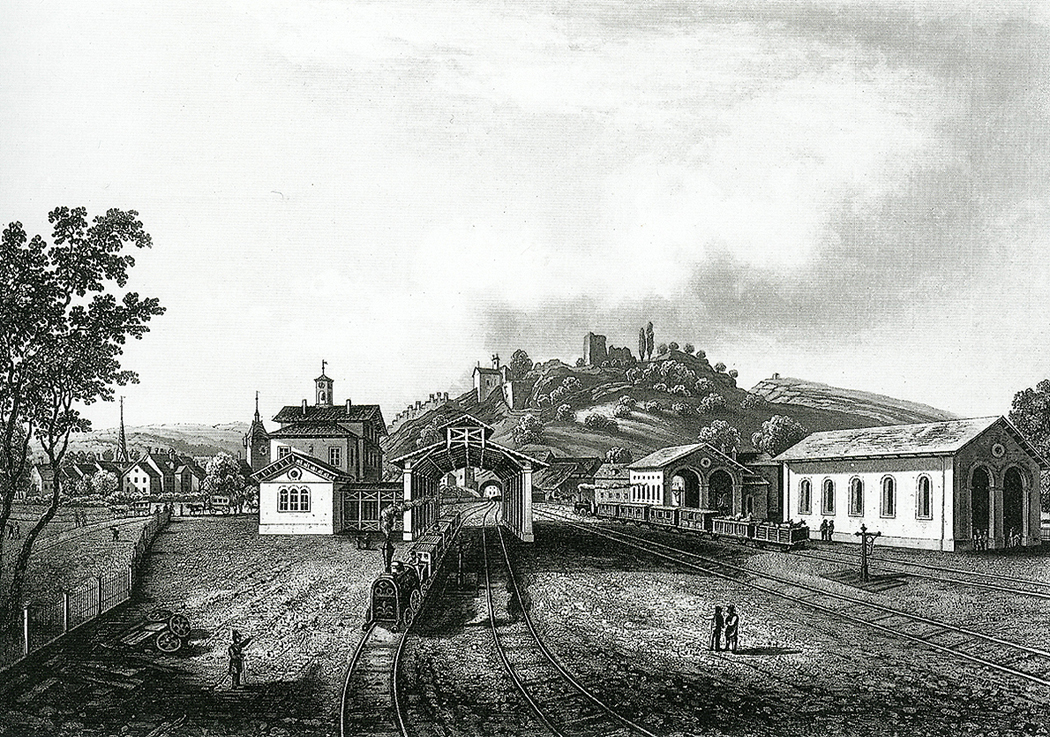
Bahnhof Baden um 1850

Die Industrialisierung setzte spät ein. Die erste Fabrik, die Spinnerei Wild & Solivo, nahm 1837 den Betrieb auf und nutzte die Wasserkraft der Limmat. Entscheidenden Einfluss auf die spätere wirtschaftliche Entwicklung hatte die Eisenbahn: Ab 7. August 1847 war Baden die Endstation der ersten rein schweizerischen Eisenbahnstrecke, der Schweizerischen Nordbahn von Zürich her. Sie erhielt den Spitznamen «Spanisch-Brötli-Bahn», nach dem in Baden hergestellten Gebäck Spanisch Brötli. Unter dem Schlossberg entstand der erste Eisenbahntunnel der Schweiz. Am 29. September 1856 wurde die Strecke nach Brugg verlängert.

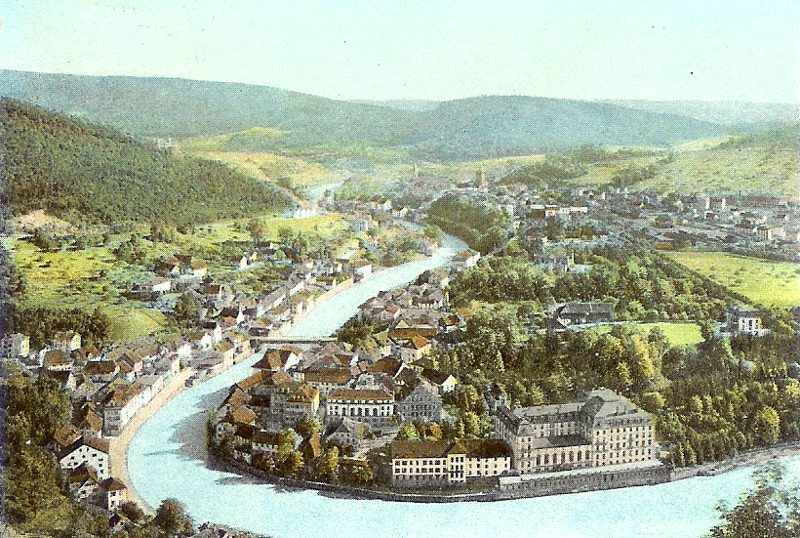
Bäderquartier um die Jahrhundertwende (Postkartenansicht)

Der Eisenbahnbau führte mit etwas Verzögerung zur Ansiedlung von metallverarbeitenden Betrieben. 1863 gründete der Handelsverein zur Förderung der Wirtschaft die Bank in Baden (1905 in der Bank in Winterthur, einer der Ursprungsgesellschaften der UBS, aufgegangen). Im darauf folgenden Jahr folgte die Gründung der Gewerbekasse durch den Handwerker- und Gewerbeverein, woraus sich die Gewerbebank entwickelte (seit 1995 Teil der NAB). Auch der Tourismus profitierte: Umfangreiche Investitionen führten zu einer Blütezeit des Bäderbetriebs. Nach der Eröffnung des Kursaals, des Kurparks und des Grand Hôtel Mitte der 1870er Jahre fanden vermehrt internationale Kurgäste den Weg nach Baden.
Während des Eisenbahnbooms der 1870er Jahre beteiligte sich Baden an der Schweizerischen Nationalbahn (SNB). Geplant war eine mit Gemeindegeldern finanzierte «Volksbahn» als Konkurrenz zu den privaten «Herrenbahnen» SCB und NOB. Am 6. September 1877 eröffnete die SNB den Abschnitt Wettingen–Lenzburg–Zofingen mit dem Bahnhof Baden Oberstadt. Bereits 1878 folgte die Zwangsliquidation der SNB und deren Übernahme durch die NOB. Die Rückzahlung des Garantiekapitals belastete bis 1935 die städtischen Finanzen. Armin Kellersberger, der damalige Stadtammann, konnte in Verhandlungen die Eröffnung eines Konkursverfahrens wegen der Schuldenlast abwenden.
1891 gründeten Charles Eugene Lancelot Brown und Walter Boveri in Baden die Brown, Boveri & Cie. (BBC). Auf dem Haselfeld entstanden weitläufige Fabrikationsanlagen. Der erste Auftrag der BBC war der Bau von Generatoren für das städtische Elektrizitätswerk Kappelerhof, das 1892 seinen Betrieb aufnahm (es war zugleich das erste Kraftwerk im Aargau). Boveri gründete ausserdem 1894 die Elektrizitätswerk Olten-Aarburg AG und 1895 die Motor AG. aus der später Axpo und Motor-Columbus hervorgingen.

### Entwicklung zum Ostaargauer Regionalzentrum

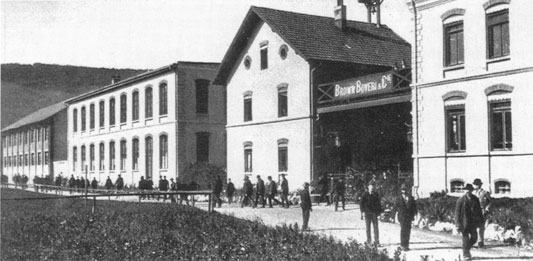
Eingang zur Fabrikhalle der Brown, Boveri & Cie. (etwa 1900)

Aufgrund des grossen Erfolgs der BBC und deren Aufstieg zu einem Weltkonzern erlebte Baden ein rasches Bevölkerungswachstum, das auch die Nachbargemeinden erfasste. Der industrielle Sektor profitierte während des Ersten Weltkriegs vom Wegfall ausländischer Konkurrenz. Wegen der hohen Inflation verarmten jedoch weite Teile der Bevölkerung, was die Stadt vor grosse sozialpolitische Probleme stellte. Zudem grassierte die Spanische Grippe. Während des Landesstreiks im November 1918 besetzte das Militär die Stadt drei Tage lang. Die Weltwirtschaftskrise traf die exportabhängige Elektrotechnikindustrie hart: Rund die Hälfte der Arbeiter musste entlassen werden, nach wenigen Jahren folgte jedoch wieder ein Aufschwung. Während des Zweiten Weltkriegs wurden rund um Baden als Teil der «Limmatlinie» Bunker und Panzersperren gegen einen möglichen deutschen Angriff gebaut sowie im Zuge der «Anbauschlacht» (Plan Wahlen) ein Teil des Waldes für die landwirtschaftliche Nutzung gerodet.
Basierend auf der Regionalplanung von Hans Marti setzte die Stadt zwischen 1957 und 1965 die «grosse Verkehrssanierung» um. Ziel war die Entschärfung des Strassenverkehrs im natürlichen Engpass. Die Bahnlinie verlegte man in den neuen Kreuzlibergtunnel, was es erlaubte, die Bahnübergänge am Schlossbergplatz und am Schulhausplatz, die den Verkehr immer stärker behinderten, aufzuheben. Der Strassenverkehr wurde aus der Altstadt verbannt und führt seither durch den Schlossberg-Eisenbahntunnel von 1847. In der Badstrasse entstand 1972 im Zuge des Bahnhofumbaus die erste Fussgängerzone der Schweiz.
Kurz vor dem Ersten Weltkrieg hatte der Badetourismus seinen Höhepunkt erreicht. Doch die folgenden Kriegs- und Krisenjahre führten zu einem allmählichen Niedergang. Das Grand Hôtel ging in Konkurs und wurde 1944 von der Schweizer Armee gesprengt, zahlreiche weitere Hotels mussten in der Folge ebenfalls schliessen. Baden erlitt als Kurort einen Bedeutungsverlust und fiel weit hinter die Aargauer Konkurrenten Bad Zurzach, Rheinfelden und Schinznach-Bad zurück. Dem gegenüber stand die weiterhin wachsende Bedeutung der Industrie: Um 1960 waren zwei Drittel der Erwerbstätigen im industriellen Sektor tätig.

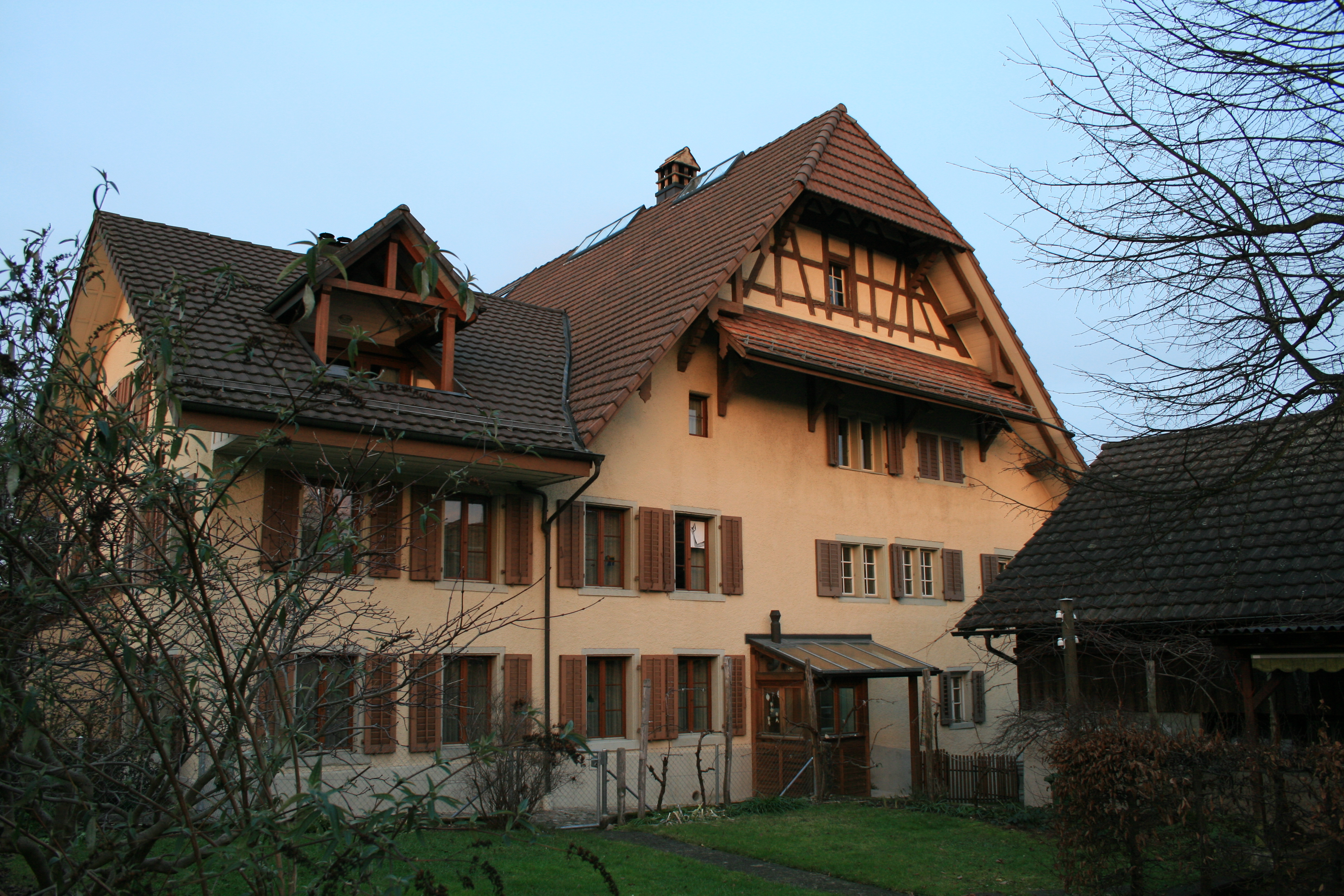
Ehemaliges Bauernhaus in Dättwil

Ab den 1940er Jahren gab es Bestrebungen, die Gemeinde Dättwil mit den Exklaven Rütihof, Segelhof und Münzlishausen nach Baden einzugemeinden. 1959 erhielt der Badener Stadtrat von der Gemeindeversammlung den Auftrag, eine entsprechende Vereinbarung auszuarbeiten. Die Badener Gemeindeversammlung stimmte dem Fusionsvertrag mit deutlicher Mehrheit zu, in der Gesamtgemeinde Dättwil gab es eine Mehrheit von 96 zu 32 Stimmen. Die Zustimmung variierte jedoch stark: Während es in den Ortsteilen Münzlishausen und Rütihof fast keine Gegenstimmen gab, sprach sich eine knappe Mehrheit des grössten Ortsteils Dättwil dagegen aus und wurde folglich überstimmt. Nach der formellen Bestätigung des Ergebnisses durch den Grossen Rat erfolgte die Fusion am 1. Januar 1962. Motivation für den Zusammenschluss waren insbesondere auf Seiten Badens die sich daraus ergebenden baulichen Entwicklungsmöglichkeiten. Das spätere Wachstum der Stadt erfolgte danach fast ausschliesslich in den eingemeindeten Stadtteilen. 1967 entstanden im Segelhof das Forschungszentrum der BBC und 1978 in Dättwil das Kantonsspital.
In den 1980er Jahren begann ein tief greifender Strukturwandel, der mit der Deindustrialisierung und der Hinwendung zum Dienstleistungssektor verbunden war. So wandelten sich etwa das Armaturenunternehmen Oederlin und der Waschmaschinenhersteller Merker zu Immobiliengesellschaften. Noch grössere Auswirkungen hatte 1988 die Fusion der BBC und der schwedischen ASEA zur Asea Brown Boveri (ABB). Zwar blieb die ABB in Baden weiterhin präsent, doch verlegte sie zahlreiche Fabrikationsbetriebe an andere Standorte in der Schweiz; die nicht mehr benötigten Anlagen wurden neuen Nutzungen zugeführt.

### 21. Jahrhundert
Seit der Jahrtausendwende stösst Baden wieder an seine Wachstumsgrenzen. Dem Trend zu vermehrten Gemeindefusionen folgend, strebte Baden mit Neuenhof einen Zusammenschluss zwischen 2012 und 2014 an. Die Räte beider Gemeinden unterzeichneten im März 2008 eine entsprechende Absichtserklärung. Die Gemeindeversammlung von Neuenhof und der Einwohnerrat von Baden hatten am 30. März 2010 der Fusion zugestimmt, die auf den 1. Januar 2012 hätte realisiert werden sollen. In der Volksabstimmung am 13. Juni 2010 stimmte Neuenhof der Fusion zwar deutlich zu, die Bevölkerung Badens lehnte sie jedoch knapp ab. Durch die Fusion wäre Baden zur bevölkerungsreichsten Gemeinde des Kantons geworden. Das Ziel der Kantonsregierung, Baden durch weitere Fusionen zu einem Zentrum mit nationaler Ausstrahlung zu entwickeln, hat damit einen herben Rückschlag erhalten.
Am 12. März 2023 stimmte die Badener (sowie auch die Turgemer) Stimmbevölkerung der Gemeindefusion mit Turgi zu, womit Baden ab dem 1. Januar 2024 zur einwohnerstärksten Aargauer Gemeinde wurde und Turgi ein Stadtteil von Baden.

## Siegel, Fahne und Wappen

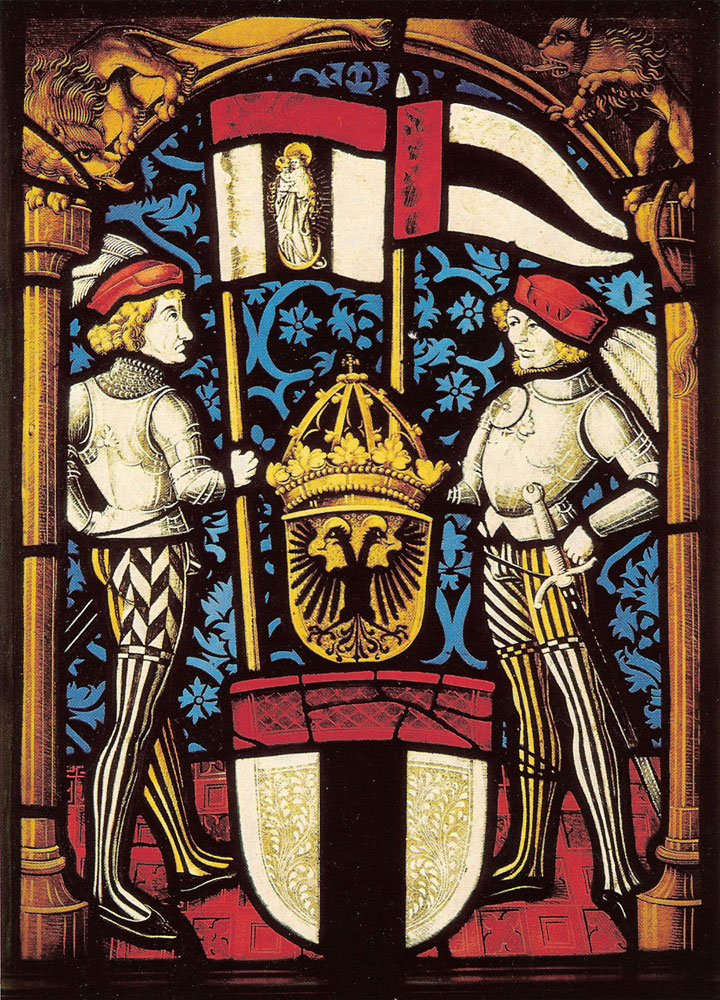
Wappenschild mit Herolden und Banner (1501)

Die erstmalige Verwendung eines Stadtsiegels ist an einer Urkunde vom 25. Februar 1311 bezeugt. Es zeigte, von Quellwasser umspült und von Weinreben umrankt, ein Badebecken, in dem ein Mann und eine Frau sitzen und Trauben essen. In Gebrauch war es bis 1497; daneben existierten sechs ähnliche Siegel, die bis etwa 1800 verwendet wurden. Das Spital verfügte über eigene Siegel (vor griechischem Kreuz eine Hand, die zwei Finger ausstreckt). Die erste urkundliche Erwähnung des Badener Stadtbanners stammt aus dem Jahr 1361. Das städtische Regiment führte es 1386 in die Schlacht bei Sempach mit, die älteste bildliche Darstellung findet sich 1470 in der Tschachtlanchronik.
Die Blasonierung des Gemeindewappens lautet: «Unter rotem Schildhaupt in Weiss schwarzer Pfahl.» 1441 wurde die erste Darstellung des Banners in Wappenform, in Eisen gegossen, über dem Tor des Stadtturms angebracht, mit dem überhöhten Reichsadler, der den theoretischen Status als Freie Reichsstadt verdeutlichen sollte. Die Bedeutung des Wappens ist nicht überliefert. Möglicherweise geht es auf die Grafen von Lenzburg-Baden zurück, oder es handelt sich um eine Ableitung des rot-weiss-roten österreichischen Wappens. Das Stadtwappen gilt unverändert auch als Bezirkswappen. Die Stadtfarben sind Schwarz-Weiss.

## Stadtbild und Architektur

### Altstadt

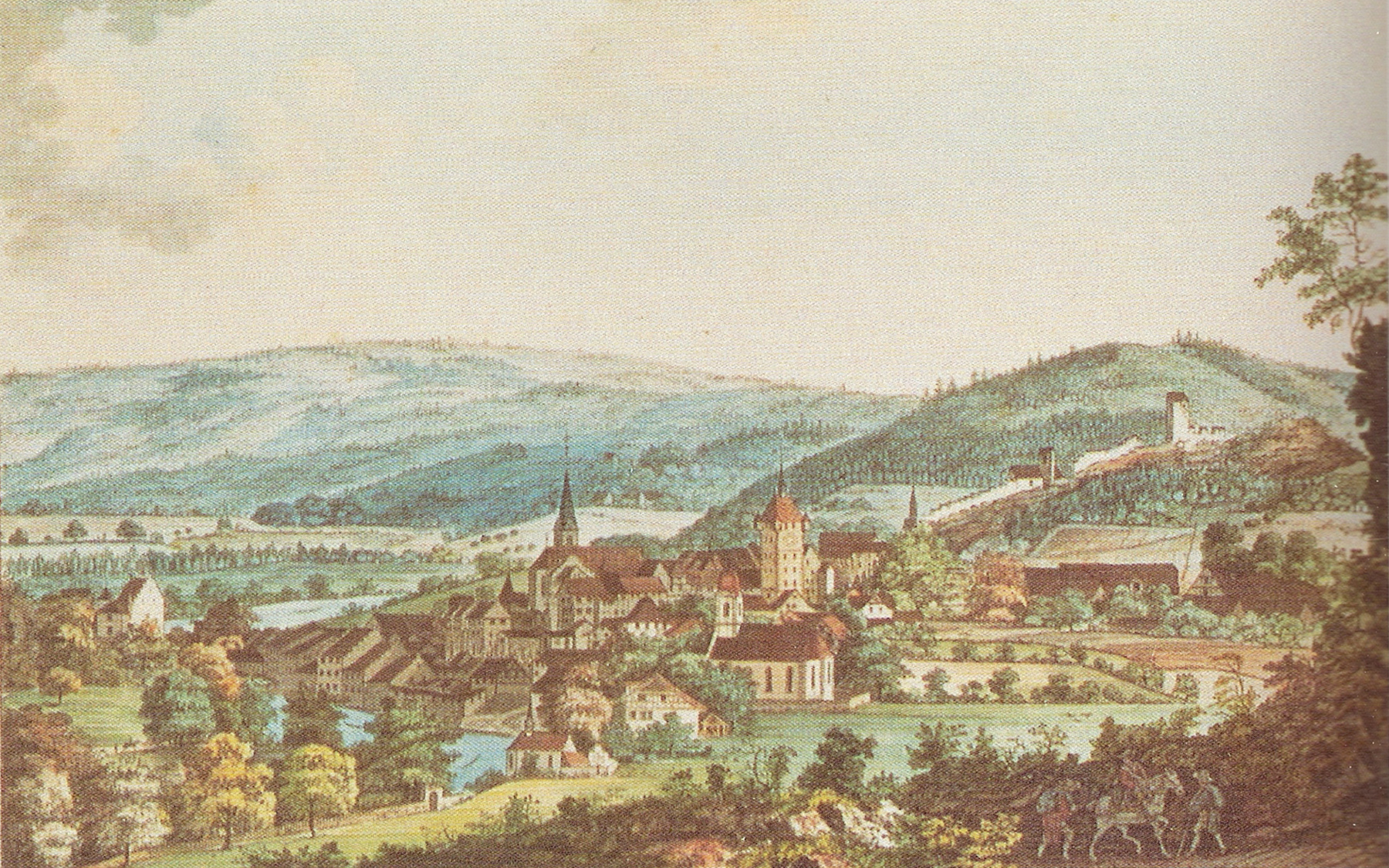
Ansicht der Altstadt um 1800

Teilansicht von Baden, die Limmat Hochbrücke, 1927

Die Badener Altstadt erstreckt sich zwischen dem keilförmig hochragenden Schlossberg im Westen und der zum Limmatufer hin steil abfallenden Halde. Siedlungsgeschichtlich lässt sie sich in drei Teile gliedern. Der älteste Teil im Westen wurde Mitte des 13. Jahrhunderts fächerförmig angelegt, war der Mittelpunkt des Marktes und nahm den Durchgangsverkehr in Nord-Süd-Richtung auf. Zu Beginn des 14. Jahrhunderts folgte der konzentrisch angelegte mittlere Abschnitt mit Kirchenbezirk und Repräsentationsbauten. Schliesslich folgte in der zweiten Hälfte des 14. Jahrhunderts eine Erweiterung nach Norden und zum Fluss hinunter. Die Bausubstanz stammt überwiegend aus dem 16. bis 18. Jahrhundert, die Häuser sind im gotischen, vereinzelt auch im barocken Stil errichtet. In der Regel herrschen traufständige, ununterbrochene Häuserzeilen von drei bis vier Stockwerken vor. Das Ortsbild als Ganzes zählt zu den eindrücklichsten der Schweiz und ist ein Kulturgut von nationaler Bedeutung; von den öffentlichen Bauten abgesehen, fallen aber wenige Häuser durch ein aussergewöhnliches Gepräge auf.

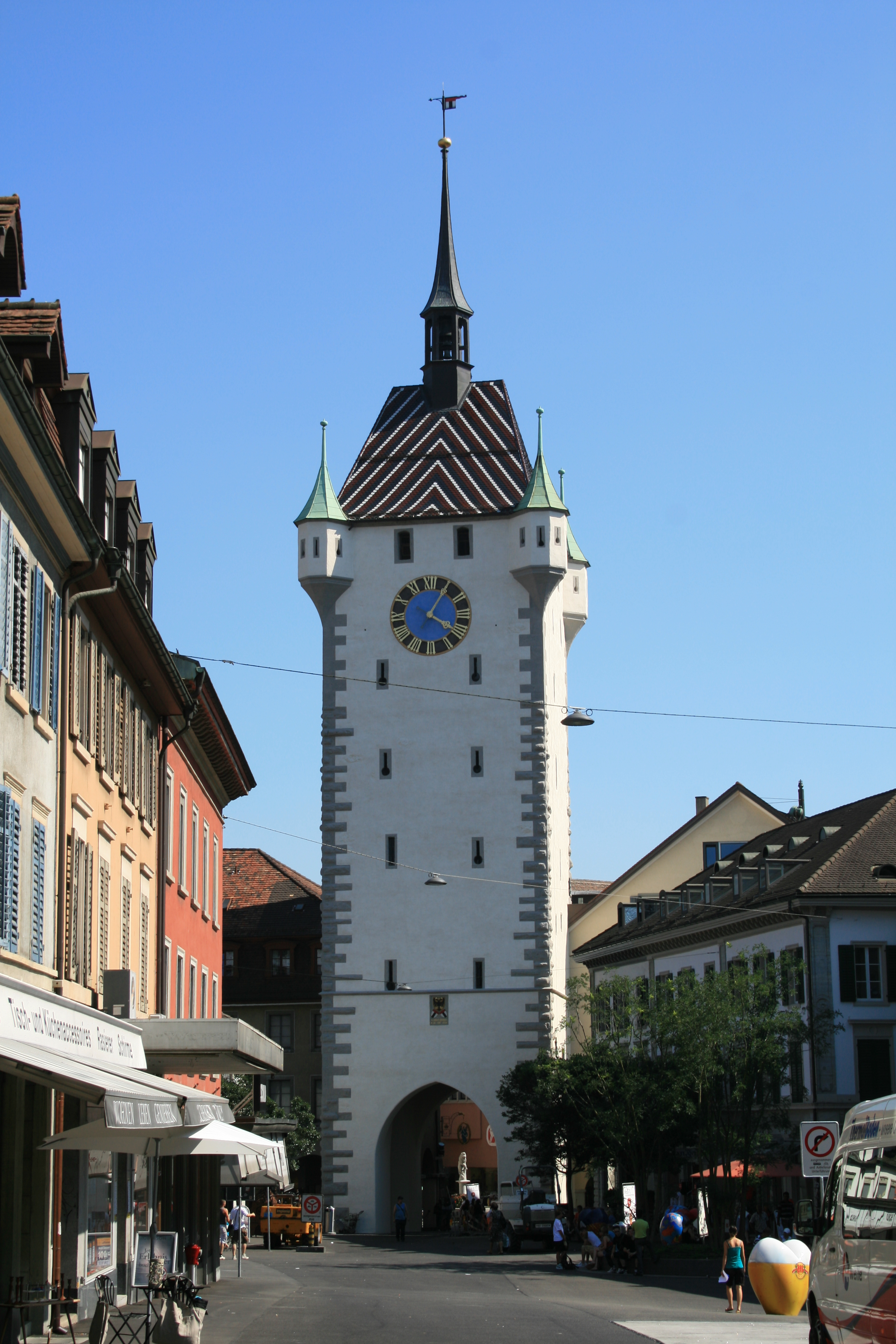
Stadtturm

Rund 60 Höhenmeter über der Altstadt ragt die Ruine Stein empor, aufgrund der exponierten Lage auf dem Schlossberg das Wahrzeichen Badens. Die um das Jahr 1000 errichtete Burg war während knapp 150 Jahren das Archiv der Habsburger, bis zur Zerstörung durch die Eidgenossen im Jahr 1415. Die Stadt liess die Burg von 1657 bis 1670 als Festung neu errichten, 1712 wurde sie erneut geschleift. Erhalten geblieben ist nebst dem rekonstruierten Wachtturm nur die Burgkapelle Sankt Nikolaus. Östlich der Ruine führen Reste der alten Stadtmauer hinunter zum Stadtturm. Er entstand um 1445 und ist 56,45 Meter hoch. Der mit Erkern verzierte und mit Fresken bemalte Turm diente dem Architekten Gustav Gull als Vorlage für den Turm des Landesmuseums Zürich.

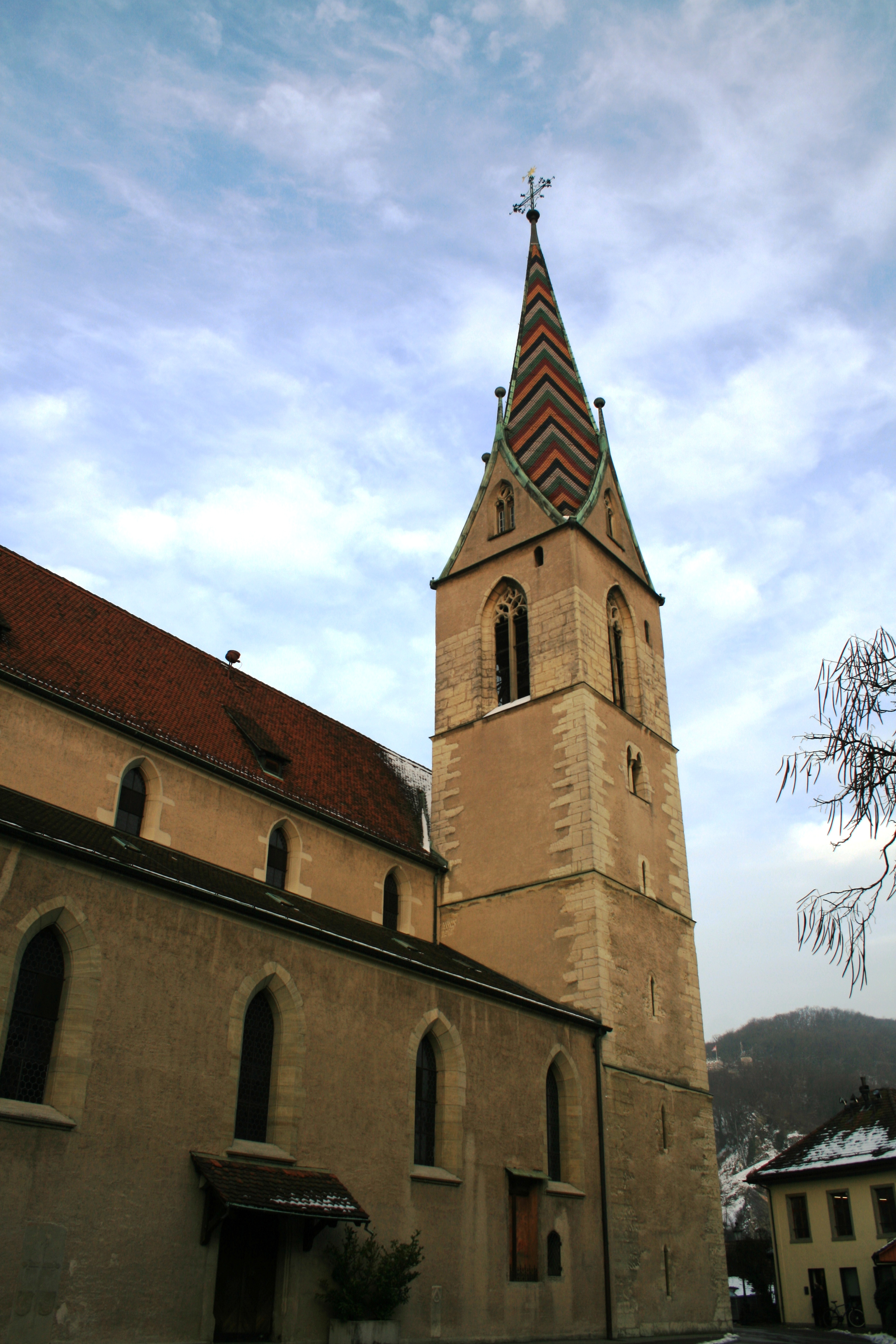
Stadtpfarrkirche

Eine Höhe von 52 Metern erreicht der Turm der in der Mitte der Altstadt gelegenen Stadtpfarrkirche Maria Himmelfahrt. In ihrer heutigen Form besteht die gotische Kirche seit 1460, ihr erster Vorgängerbau geht auf die zweite Hälfte des 9. Jahrhunderts zurück. Aus dem Jahr 1509 stammt die benachbarte Sebastianskapelle, das ehemalige Beinhaus. Nahe dem Kirchplatz befindet sich eine aus vier öffentlichen Gebäuden bestehende Häuserzeile. Diese umfasst das Rathaus, das Stadthaus, das ehemalige Zeughaus und die Stadtkanzlei. Der Tagsatzungssaal im zweiten Obergeschoss des Rathauses war während drei Jahrhunderten der wichtigste Versammlungsort der eidgenössischen Tagsatzung.
Mit dem 1676 errichteten Bernerhaus in der Weiten Gasse leistete sich die Stadt Bern als einziger Ort der Eidgenossenschaft ein ständiges Absteigequartier für seine Abgesandten. Das aus dem frühen 16. Jahrhundert stammende Kornhaus am Flussufer bei der Holzbrücke diente unter anderem als Getreidelager, Kaserne, Gefängnis und Theater. Markantester Brunnen der Stadt ist der 1822 vor dem Stadtturm aufgestellte Löwenbrunnen, benannt nach der löwenförmigen Brunnenfigur.

### Bäderquartier

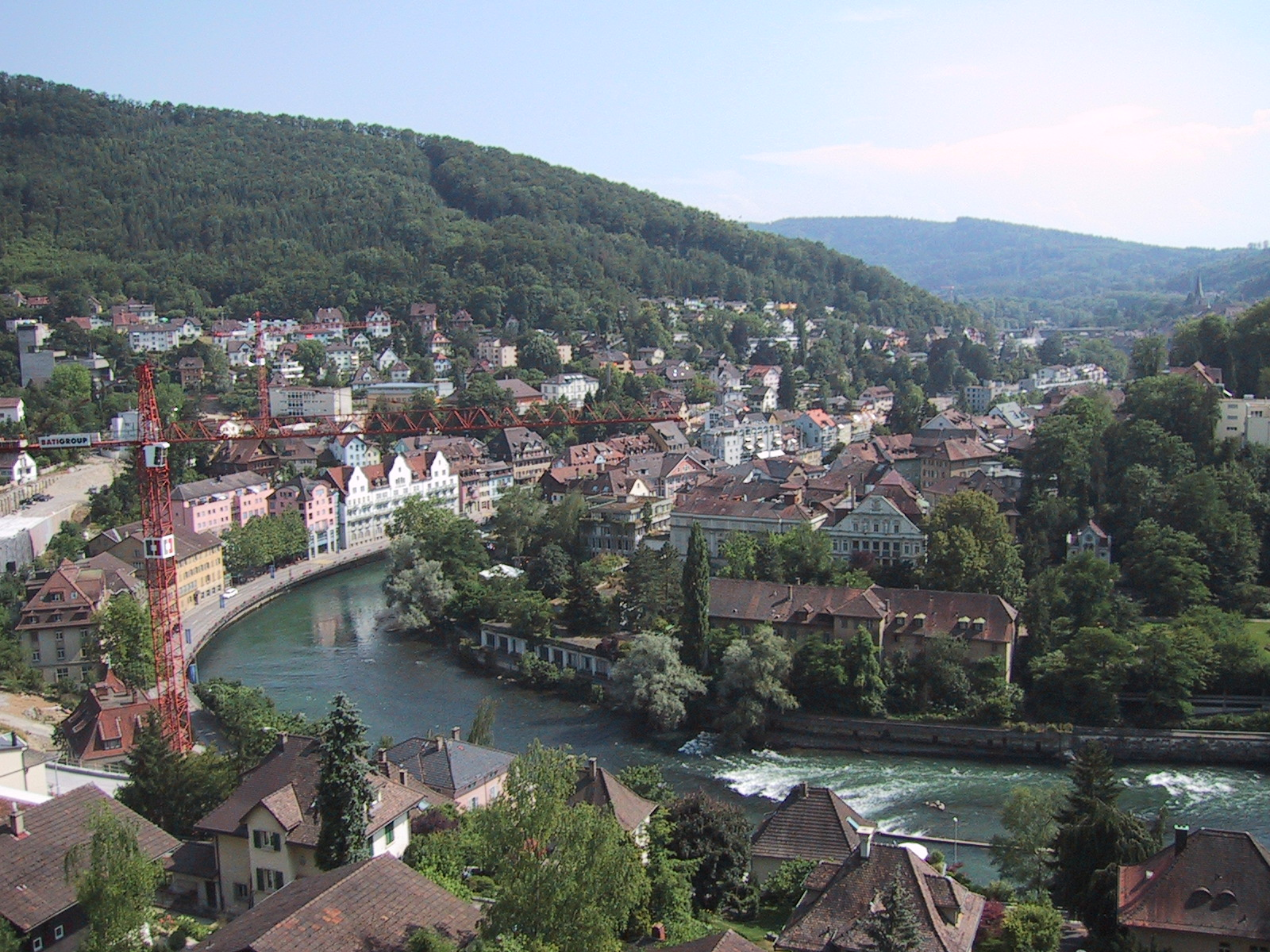
Ansicht des Bäderquartiers

Das Bäderquartier liegt an der Flussbiegung, wo die nordwärts fliessende Limmat nach Westen abbiegt. Schon im Mittelalter bildete das Bäderquartier eine geographisch eigenständige, von der Altstadt deutlich getrennte Siedlung, die überwiegend aus Gasthöfen bestand. Der linksufrige, ungeordnet gewachsene Teil war an der Süd- und Westseite von einer Mauer umgeben, der kleinere rechtsufrige, heute zu Ennetbaden gehörende Teil besteht aus einer Häuserzeile entlang des Flussufers.
Im 19. Jahrhundert wurden zahlreiche spätmittelalterliche und frühneuzeitliche Gebäude durch Bauten im klassizistischen und historistischen Stil ersetzt, wobei man die verwinkelten und zum Teil ineinander verschachtelten Grundrisse beibehielt. Sie gruppieren sich um den Kurplatz, an der Bäderstrasse und am nördlichen Ende der Limmatpromenade. Die Bausubstanz ist nach der Blüte des Kurbetriebs zu Beginn des 20. Jahrhunderts vielfach vernachlässigt worden, doch sind seit der Jahrtausendwende Sanierungsmassnahmen im Gange. Erwähnenswert sind insbesondere die Hotels Bären, Blume, Limmathof, Ochsen und Verenahof sowie das Inhalatorium. Die seit dem 12. Jahrhundert bestehende Dreikönigskapelle wurde 1881 abgebrochen, an ihrer Stelle entstand ein Neubau im neugotischen Stil.

### Übriges Stadtgebiet

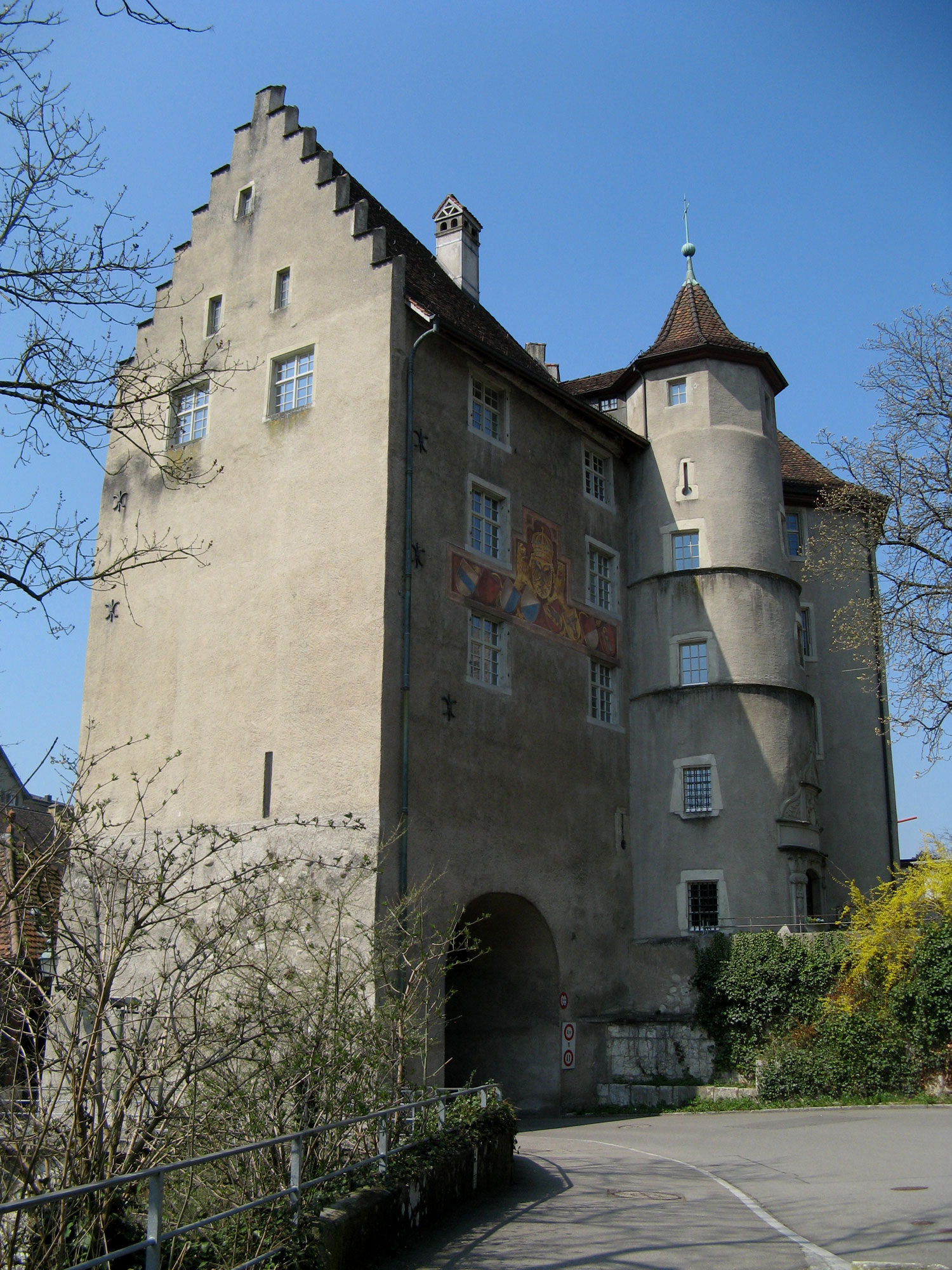
Landvogteischloss

Das historisch bedeutendste Gebäude ausserhalb der Altstadt und des Bäderquartiers ist das am rechten Ufer der Limmat gelegene Landvogteischloss. Es bildet den östlichen Brückenkopf der Holzbrücke sowie das Gegenstück zur Ruine Stein, mit dem es zusammen die Engstelle der Badener Klus sicherte. Kernstück des dreigeschossigen Schlosses ist ein in der ersten Hälfte des 12. Jahrhunderts errichteter Bergfried, an dem in drei Etappen Anbauten angefügt wurden. Von 1415 bis 1798 residierte hier der Landvogt der Grafschaft Baden. Der Felsgrat der Lägern reichte einst bis unmittelbar vor das Schloss, brach jedoch 1899 bei einem Felssturz ab, so dass nun ein breiter Zwischenraum besteht. In unmittelbarer Nähe befindet sich die St.-Anna-Kapelle des ehemaligen Siechenhauses.

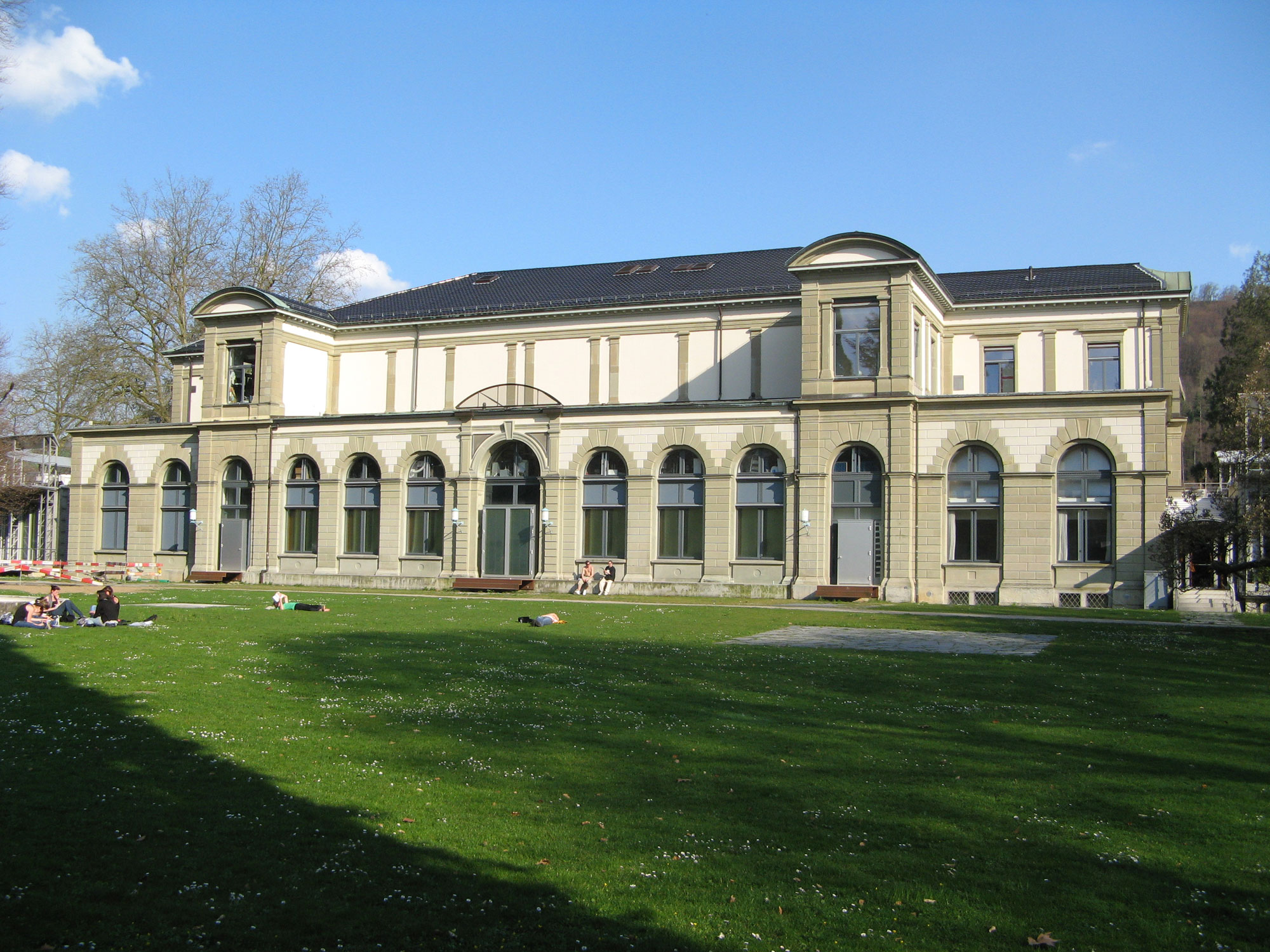
Kursaal

Das 1847 nach Plänen von Ferdinand Stadler errichtete Stationsgebäude des Bahnhofs Baden, auf halbem Weg zwischen Altstadt und Bäderquartier gelegen, ist das älteste des Landes, das im Originalzustand erhalten geblieben ist und heute noch für den Bahnbetrieb genutzt wird. Zwischen dem Bahnhof und dem Limmatufer befindet sich die reformierte Kirche. Dieses barocke Kirchengebäude wurde 1714 auf Anordnung der siegreichen reformierten Orte aus dem Abbruchmaterial der zerstörten Festung Stein errichtet und stellte für die damals ausschliesslich katholische Bevölkerung eine Provokation dar. Eines der ältesten repräsentativen Wohngebäude zwischen den beiden Siedlungskernen ist das benachbarte Haus zum Schwert (Baujahr 1791). Grösste Grünfläche innerhalb des überbauten Gebiets ist der nördlich des Bahnhofs gelegene Kurpark, in dessen Mitte steht der 1875 erbaute klassizistische Kursaal.
Ein weiteres herausragendes Bauwerk des Klassizismus ist das Bezirksgebäude unmittelbar südlich der Altstadt am Schulhausplatz. Im Jahr 1856 ursprünglich als Schulhaus errichtet, ist es heute Sitz der Bezirksbehörden und des Bezirksgefängnisses. Im nordwestlich des Zentrums gelegenen Kappelerhof-Quartier befindet sich die Kapelle Maria Wil, eine barocke Wallfahrtskapelle aus dem 17. Jahrhundert. Das ehemalige Gemeinschaftshaus Martinsberg der BBC gilt als eines der bedeutendsten Bauwerke der Schweizer Nachkriegsmoderne. In den Dörfern Dättwil und Rütihof sind einzelne Bauernhäuser aus dem 19. Jahrhundert erhalten geblieben, während Münzlishausen sich als Gehöftgruppe aus der Zeit um 1800 präsentiert. Ein eindrückliches Panorama bietet die Aussichtsplattform auf dem 34 Meter hohen Wasserturm in der Nähe des Ausflugsrestaurants Baldegg. Es gibt zahlreiche Grillierplätze, wie beispielsweise den im Christus-Steinbruch.

## Bevölkerung

Bevölkerungsentwicklung der Stadt Baden

Die Einwohnerzahlen entwickelten sich wie folgt:
| Jahr      | 1690      | 1799 | 1850 | 1900 | 1930   | 1950   | 1960   | 1970   | 1980   | 1990   | 2000   | 2010   | 2020   |
| Einwohner | etwa 1800 | 1202 | 3159 | 6489 | 10'624 | 12'127 | 14'553 | 14'115 | 13'870 | 15'718 | 16'270 | 18'059 | 19'621 |

Am 31. Dezember 2023 lebten 23'587 Menschen in Baden, der Ausländeranteil betrug 27,3 % und lag damit knapp über dem kantonalen Durchschnitt von 27,3 %. Bei der Volkszählung 2015 bezeichneten sich 34,4 % als römisch-katholisch und 20,6 % als reformiert; 45,0 % waren konfessionslos oder gehörten anderen Glaubensrichtungen an. 83,8 % der Einwohner gaben bei der Volkszählung 2000 Deutsch als ihre Hauptsprache an, 3,3 % Italienisch, 3,0 % Serbokroatisch, 1,5 % Englisch, 1,4 % Französisch, je 1,0 % Albanisch und Spanisch sowie 0,7 % Portugiesisch. Gemäss der Volkszählung 2015 waren von den damals 5076 Einwohnern mit ausländischer Staatsbürgerschaft die Bürger Deutschlands mit 24,8 % am stärksten vertreten. Es folgten 14,3 % aus Italien, 4,4 % aus Serbien, 3,6 % aus Portugal, je 3,5 % aus Kosovo und Spanien, 3,2 % aus Österreich, 3,1 % aus Kroatien, 2,4 % aus der Türkei und 2,2 % aus Sri Lanka.

## Politik und Recht
Die Politische Gemeinde (im Kanton Aargau Einwohnergemeinde genannt) nimmt sämtliche kommunalen Aufgaben wahr, die nicht durch übergeordnetes Recht zum Wirkungskreis eines anderen Gemeindetyps (beispielsweise der Kirchgemeinden der Landeskirchen) erklärt worden sind.

### Legislative
Anstelle einer in kleineren Gemeinden üblichen Gemeindeversammlung vertritt seit 1972 das von den Badener Stimmberechtigten gewählte Gemeindeparlament, der Einwohnerrat, die Anliegen der Bevölkerung. Er besteht aus 50 Mitgliedern, die für jeweils vier Jahre im Proporzwahlverfahren gewählt werden. Ihm obliegt das Genehmigen des Steuerfusses, des Voranschlages, der Jahresrechnung, des Geschäftsberichts und der Kredite. Ebenso erlässt er Reglemente, kontrolliert die Amtsführung der Exekutive und entscheidet über Einbürgerungen. Die Einwohnerräte können parlamentarische Vorstösse (Motion, Postulat, kleine Anfrage) einreichen. Tagungsort ist der Saal des Schulhauses «Pfaffechappe».
Die rechts stehende Grafik zeigt die Sitzverteilung nach der Wahl vom 26. September 2021. Bei den letzten fünf Wahlen erzielten die Parteien folgende Sitzzahlen:
- Grüne: 7
- SP: 9
- team baden: 8
- EVP: 1
- GLP: 5
- Mitte: 6
- FDP: 9
- SVP: 5

| Partei          | 2001 | 2005 | 2009 | 2013 | 2017 | 2021 |
| --------------- | ---- | ---- | ---- | ---- | ---- | ---- |
| FDP             | 11   | 12   | 11   | 10   | 11   | 9    |
| SP              | 12   | 11   | 9    | 9    | 9    | 9    |
| team baden      | 5    | 7    | 7    | 9    | 8    | 8    |
| GPS             | 2    | 3    | 4    | 3    | 4    | 7    |
| Die Mitte / CVP | 10   | 11   | 8    | 8    | 7    | 6    |
| SVP             | 7    | 5    | 8    | 8    | 6    | 5    |
| glp             | –    | –    | 2    | 2    | 4    | 5    |
| EVP             | 2    | 1    | 1    | 1    | 1    | 1    |
| SD              | 1    | –    | –    | –    | –    | –    |

Auch auf der Ebene der Einwohnergemeinde finden sich verschiedene Elemente der direkten Demokratie. So stehen der Bevölkerung fakultative und obligatorische Referenden sowie die Volksinitiative zu.

### Exekutive

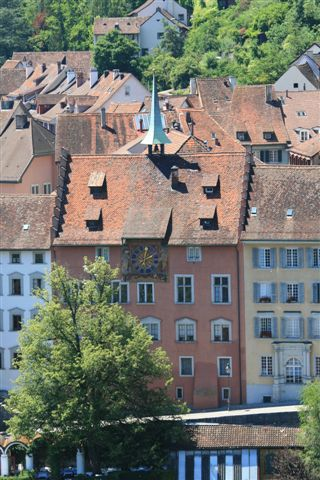
Badener Rathaus (vor der Renovation 2013)

Ausführende Behörde ist der siebenköpfige Stadtrat. Er wird vom Volk für jeweils vier Jahre im Majorzverfahren gewählt. Der Stadtrat führt und repräsentiert die Einwohnergemeinde. Dazu vollzieht er die Beschlüsse des Einwohnerrates und die Aufgaben, die ihm vom Kanton zugeteilt wurden. Die Sitzungen finden in der Stadtkanzlei statt.
Die sieben Stadträte der Amtsperiode 2022–2025 sind:
- Markus Schneider (Die Mitte), Stadtammann
- Regula Dell’Anno-Doppler (SP), Vizeammann
- Matthias Gotter (Die Mitte)
- Stefanie Kessler (SP)
- Benjamin Steiner (team baden)
- Ruth Müri (team baden)
- Philippe André Ramseier (FDP)

### Judikative
Für Rechtsstreitigkeiten ist in erster Instanz das Bezirksgericht Baden zuständig. Baden ist Sitz des Friedensrichterkreises III, der sieben Gemeinden im Norden des Bezirks umfasst. Darüber hinaus ist die Stadt seit 2011 Sitz der regionalen Staatsanwaltschaft des Bezirks Baden.

### Nationale Wahlen
Bei den Schweizer Parlamentswahlen 2023 betrugen die Wähleranteile in Baden: SP 25,44 % (+1,04), SVP 16,10 % (+1,40), Grüne 13,76 % (−1,64), FDP 13,48 % (−1,32), Mitte 12,78 % (+ 1,18), glp 13,20 % (−0,40), EVP 3,12 % (+ 0,62), sonstige (8) 2,13 % (−0,88).

### Ortsbürger
Der Ortsbürgergemeinde gehören jene Einwohner an, die das Bürgerrecht von Baden besitzen. Hauptaufgabe ist die Verwaltung des Ortsbürgervermögens. Dessen Ursprung liegt in den Bürgergütern, die aus der Zeit des Ancien Régime übernommen wurden. So gehört der Ortsbürgergemeinde fast der gesamte Wald auf Stadtgebiet; sie lässt ihn durch das eigene Stadtforstamt bewirtschaften. Ebenfalls in ihrem Eigentum befinden sich das Altersheim St. Anna, Grundstücke und Liegenschaften, zwei Restaurants und ein 2,5 ha grosser Rebberg. Legislative ist die Ortsbürgerversammlung, Exekutive der Stadtrat der Einwohnergemeinde (dem auch Nicht-Ortsbürger angehören).

### Partnerstadt
Seit 1991 ist Sighișoara (Schässburg) in Rumänien Partnerstadt von Baden. Schwerpunkte der Partnerschaft sind der Auf- und Ausbau von Abfallentsorgung und Trinkwasseraufbereitung, das Ermöglichen von Ausbildungsaufenthalten in und um Baden, humanitäre Unterstützung sowie Modernisierung von Schulen und Verwaltung.

## Wirtschaft
Baden, einst das industrielle Zentrum des Aargaus, wird seit dem Strukturwandel Ende des 20. Jahrhunderts vom Dienstleistungssektor geprägt. Die wirtschaftlichen Tätigkeiten konzentrieren sich auf das Stadtzentrum sowie die Industrie- und Gewerbezone Täfern in Dättwil. Gemäss der im Jahr 2015 erhobenen Statistik der Unternehmensstruktur (STATENT) werden in über 2300 Betrieben rund 29'700 Arbeitsplätze angeboten, davon 0,2 % in der Landwirtschaft, 29,2 % in der Industrie und 70,6 % im Dienstleistungssektor. Mehr als zwei Drittel der in Baden arbeitenden Menschen leben in den Agglomerationsgemeinden oder in der weiteren Umgebung, wodurch an Werktagen grosse Pendlerströme entstehen.

### Ansässige Unternehmen

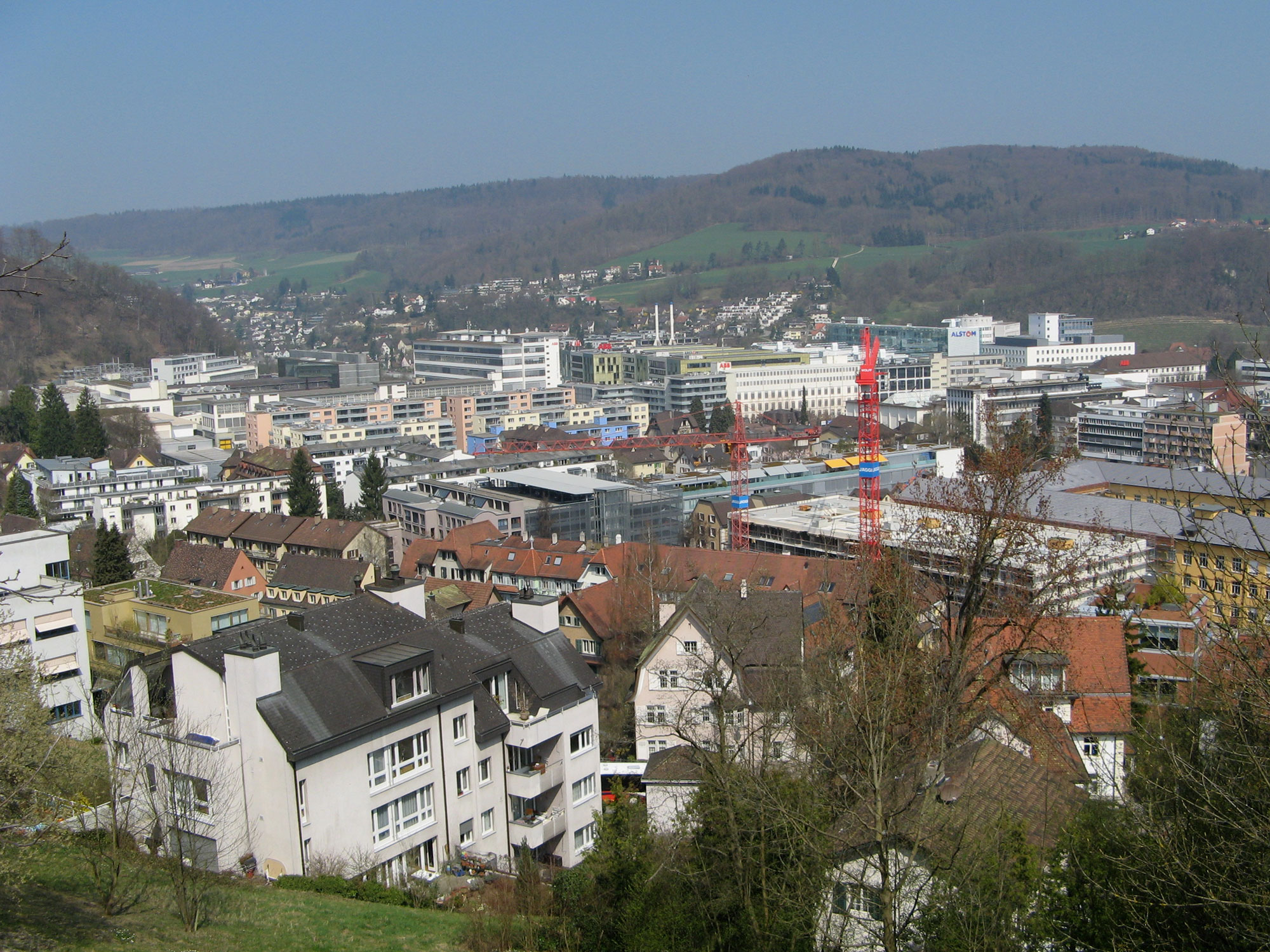
Das weitläufige Industriequartier mit den ABB- und Alstom-Werken

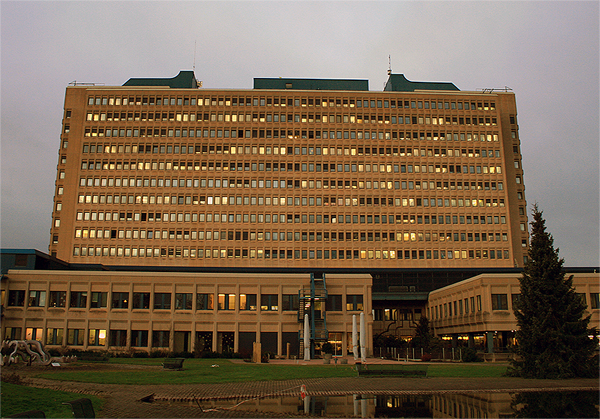
Kantonsspital in Dättwil

Der Hauptsitz des schweizerisch-schwedischen Elektrotechnikkonzerns ABB befindet sich mittlerweile in Zürich; es wurden zahlreiche Produktionsstätten an andere Standorte verlegt. Der Sitz der ABB Schweiz AG ist weiterhin Baden, auch wenn das Unternehmen weitaus weniger dominierend ist als die frühere Brown, Boveri & Cie. (BBC). Hier befinden sich die Unternehmensleitung, ein Forschungszentrum, Weiterbildungseinrichtungen sowie die Produktion von Hochspannungstechnik, Industrierobotern und Turboladern. Der nicht mehr genutzte Teil des ABB-Areals ist in den neuen Stadtteil Baden Nord mit gemischten Wohn- und Gewerbezonen umgewandelt worden. Seit dem Verkauf der ABB-Kraftwerksparte (1999/2000) war mit der französischen Alstom ein weiterer Weltkonzern in Baden ansässig. Im November 2015 wurde die Alstom-Energiesparte inklusive aller in Baden ansässigen Unternehmensteile (mit Ausnahme eines kleinen Teils, der aus wettbewerbsrechtlichen Gründen an Ansaldo Energia ausgegliedert worden ist) von General Electric übernommen und in das neu geschaffene Geschäftsfeld Power integriert. Hauptgeschäftsfelder von General Electric in Baden sind Entwicklung von Komponenten für Gas- und Dampfkraftwerke, Abwicklung von Kraftwerksprojekten sowie Serviceleistungen.
Ihren Sitz in Baden haben auch der Energiekonzern Axpo und ihre Tochtergesellschaft Nordostschweizerische Kraftwerke. Die Motor-Columbus, die Kraftwerke finanzierte und plante, ging 2007 in der Atel Holding auf.
Grösster Arbeitgeber ausserhalb der Elektrotechnik- und Elektrizitätsbranche ist das Kantonsspital Baden. Im Elektronik- bzw. im Informatikbereich tätig sind die Unternehmen Enics und COS Computer Systems, ausserdem befinden sich hier die Schweizer Niederlassungen von Oracle und Brother. Die Brauerei H. Müller gehört zu den grössten unabhängigen Brauereien der Schweiz. Aus der ehemaligen BBC-Betriebskrankenkasse entwickelten sich die Aquilana Versicherungen. Die AZ Medien sind in Baden mit der Konzernleitung, der Redaktion der Aargauer Zeitung und mit dem AT Verlag vertreten. Das Regionalfernsehen Tele M1 hatte bis 1999 sein Studio in Baden, bevor es nach Aarau verlegt wurde.

### Einkaufen
Den Detailhandel dominieren die Einkaufszentren von Migros und Coop, das Warenhaus Manor und der Baumarkt Jumbo. Unter dem Bahnhof erstreckt sich die Ladenpassage Metroshop, an die sich die Einkaufsstrassen Badstrasse und Weite Gasse anschliessen.
Eine jahrhundertelange Tradition besitzen der Wochenmarkt an Samstagen (von März bis November auch an Dienstagen) sowie die zwei Jahrmärkte im Mai und November. Mehrmals pro Jahr findet auf dem Theaterplatz ein Flohmarkt statt, Anfang Dezember ein Adventsmarkt und ein Weihnachtsmarkt auf dem Kirchplatz.

### Tourismus

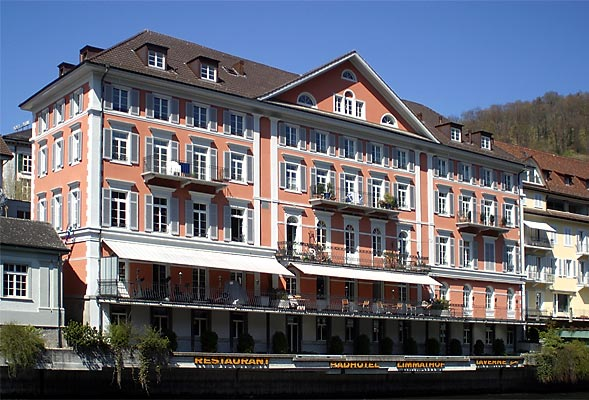
Hotel Limmathof

Die 18 Thermalquellen machen Baden zu einem bekannten Kurort. Das 46,6 °C warme Thermalwasser zeichnet sich durch eine hohe Gesamtmineralisation von 4450 mg/l aus, die höchste der Schweiz. Besonders hoch ist der Anteil von Sulfaten und Calcium. Geeignet sind die Badekuren insbesondere bei rheumatischen Beschwerden, mechanischen Schädigungen und stoffwechselbedingten Störungen.
Schon die Römer hatten die Quellen benutzt, und seit dem Spätmittelalter waren die Bäder überregional bekannt. Schriftsteller wie Niklaus Manuel, Thomas Murner und David Hess nahmen auf die «Badenfahrten» Bezug. Nach der Reformation waren diese insbesondere im reformierten Zürich sehr beliebt, da im katholischen Baden einiges gestattet war, was die zwinglianischen Sittengesetze untersagten. Die Bedeutung des Kurbetriebs ging im 20. Jahrhundert stark zurück, obschon er mit der Erzählung Kurgast von Hermann Hesse sogar Einzug in die Weltliteratur hielt. Baden verpasste den Anschluss an moderne Entwicklungen und fiel hinter andere Aargauer Kurorte zurück.
Seit Beginn des 21. Jahrhunderts sind Bestrebungen im Gange, das etwas altmodische Image abzulegen. Man wich vom rein medizinischen Aspekt der Kur ab und wandte sich vermehrt der Wellness zu. Im ehemaligen Kursaal wurde 2002 eine Spielbank eröffnet, das Grand Casino Baden. Bis 2021 entsteht im Bäderquartier eine neue Therme nach Plänen des Architekten Mario Botta. Wachsende Bedeutung hat Baden als Veranstaltungsort von Kongressen. Die Stadt liegt in einer landschaftlich abwechslungsreichen Wandergegend am Jurahöhenweg. Entlang der Limmat, zwischen der Badener Holzbrücke und der Holzbrücke beim Kloster Wettingen, führt der Kulturweg Limmat mit Skulpturen regionaler Künstler. Dieser stimmt teilweise mit dem Industriekulturpfad Limmat–Wasserschloss überein.

## Verkehr und Infrastruktur

### Strassen und Eisenbahnen

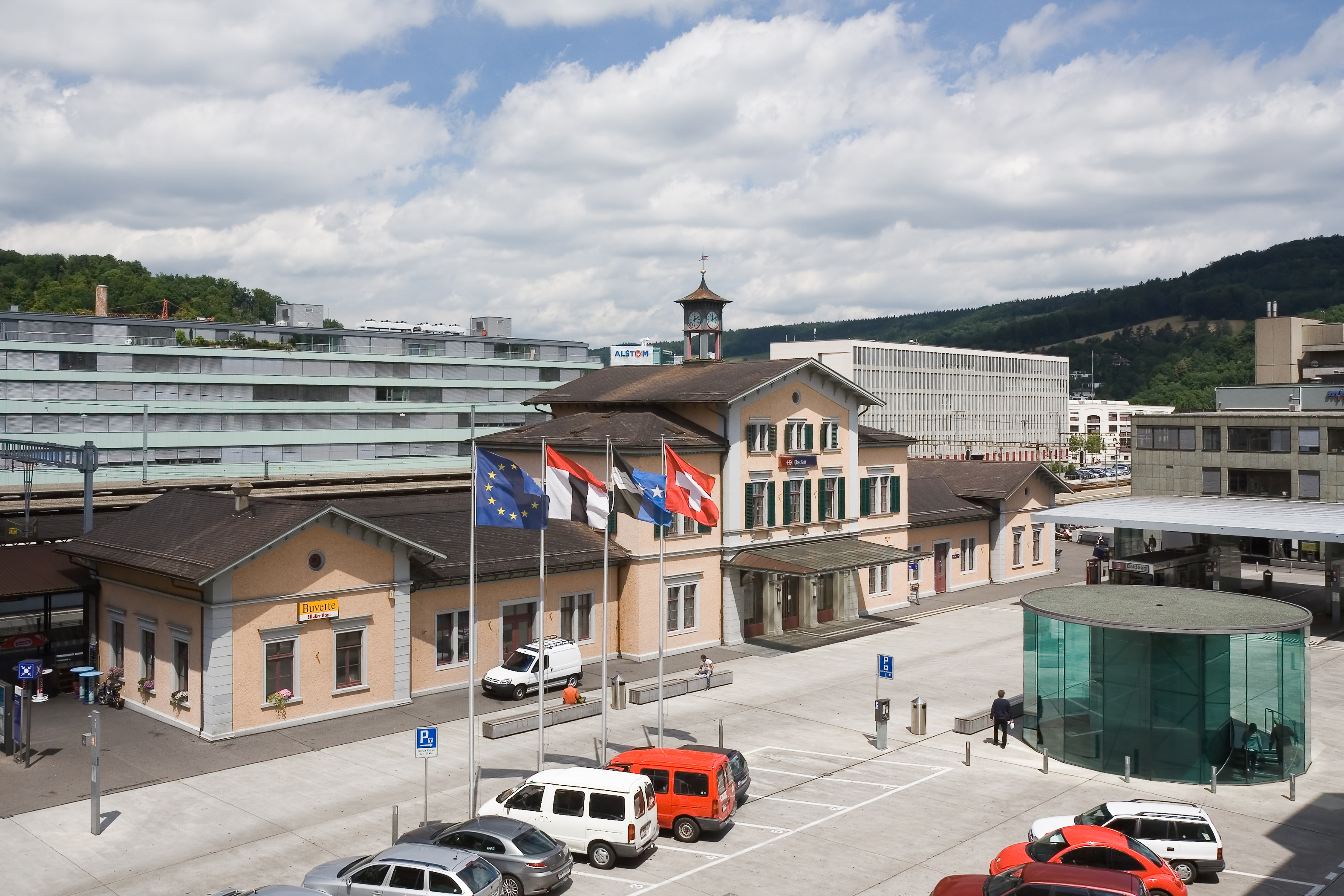
Bahnhof Baden

Baden ist ein bedeutender Verkehrsknotenpunkt. Die wichtigste Strasse durch die Stadt ist die Hauptstrasse 3, die von Basel über Zürich und Chur nach Chiavenna führt. Sie kreuzt in Baden die Verbindungen Lenzburg–Kaiserstuhl und Bremgarten–Waldshut. Seit 1970 ist Baden an das Autobahnnetz angebunden. Zwischen den Anschlüssen Baden-West und Baden-Ost in Dättwil und Neuenhof führt die A1 südlich des Stadtzentrums durch den Bareggtunnel. Die Altstadt ist vom Durchgangsverkehr befreit; dieser wird seit 1965 durch den Schlossbergtunnel (der 1847 als Eisenbahntunnel entstanden war) und seit 2007 durch den Goldwandtunnel in Ennetbaden geleitet. Knotenpunkt des regionalen Strassenverkehrs ist der Schulhausplatz, einer der meistbefahrenen Plätze der Schweiz.
Der Bahnhof Baden liegt an der Bözbergstrecke der Schweizerischen Bundesbahnen. Hier halten Schnellzüge (Interregio – IR) nach Basel, Bern, Zürich HB und zum Flughafen Zürich. Auf mehreren Linien verkehren Regionalzüge und Züge der S-Bahn Zürich und S-Bahn Aargau. An der Bahnstrecke Zofingen–Wettingen befinden sich zwei weitere Bahnhöfe, Dättwil und Baden Oberstadt. Sie sind seit der Einstellung des Personenverkehrs am 12. Dezember 2004 ausser Betrieb. 
Die Bahnstrecke führte südlich des Bahnhofs Baden seit dem 19. Jahrhundert oberirdisch über den Schulhausplatz zum Schlossbergtunnel, wobei der zunehmende Verkehr bei der Bahnschranke regelmässig einen grossen Rückstau des Individualverkehrs verursachte. Seit 1961 unterquert die Bahnlinie das Gebiet im fast einen Kilometer langen Kreuzlibergtunnel.
Seit Anfang 2024 besitzt Baden durch die Eingemeindung von Turgi mit dem Bahnhof Turgi einen weiteren Bahnhof an der Bözbergstrecke, der für den Regionalverkehr als Verzweigungsbahnhof bedeutsam ist. Dort zweigt die Strecke nach Koblenz AG (– Bad Zurzach / Waldshut) ab. Der Bahnhof Turgi, der lediglich rund 4 km westnordwestlich des Bahnhofs Baden liegt und von dort in ca. 4 Minuten Fahrzeit erreicht wird, wird – abgesehen von einzelnen Interregio-Halten in den Randzeiten – ausschliesslich vom Regionalverkehr (RE, S-Bahn) bedient. Turgi ist Endbahnhof der von Langenthal über Olten – Aarau – Wildegg – Brugg verkehrenden S29.
Der Bahnhof Baden ist eine Drehscheibe für den Busverkehr. Die Regionalen Verkehrsbetriebe Baden-Wettingen betreiben ein dichtes Netz von Buslinien in Baden, Wettingen und weiteren Gemeinden der Region. Der Postauto-Terminal beim Bahnhof ist einer der grössten der Schweiz; von hier aus verkehren Busse nach Berikon-Widen, Bremgarten (via Mellingen oder Stetten), Kaiserstuhl, Mägenwil und Tegerfelden. Die Exklave Rütihof wird zusätzlich durch die Postautolinie Mellingen Heitersberg–Brugg erschlossen.
An Wochenenden verkehren eine Nacht-S-Bahn-Linie (Winterthur–Zürich HB–Baden–Brugg–Lenzburg–Aarau) sowie Nachtbuslinien vom Bahnhof Baden nach Bad Zurzach, Berikon-Widen, Birmenstorf, Bremgarten, Dietikon, Würenlingen und Würenlos.

### Brücken

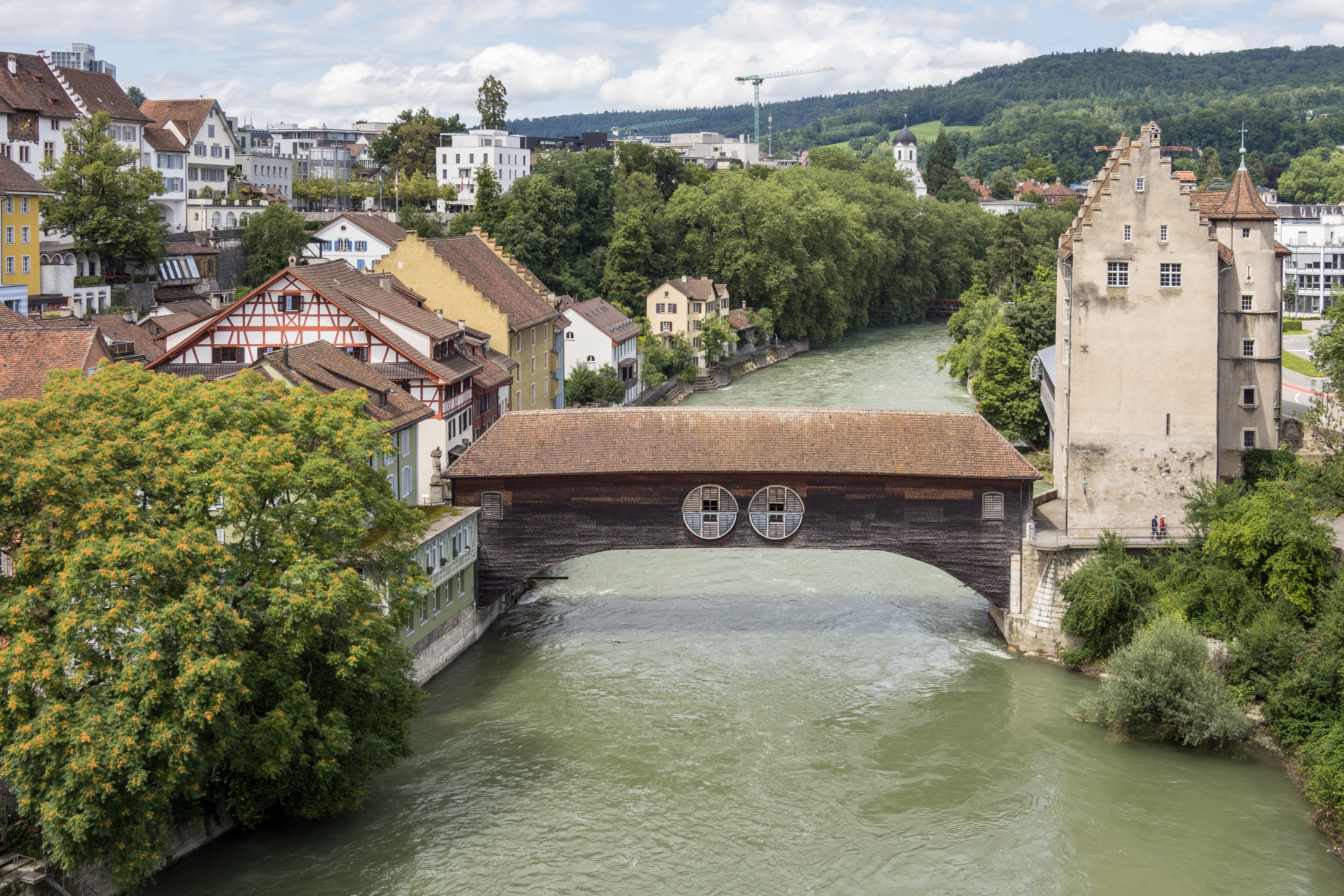
Gedeckte Holzbrücke über die Limmat

Ältester Übergang ist die gedeckte Holzbrücke von der Altstadt zum Landvogteischloss. Erstmals wurde sie 1242 zusammen mit der Zollstation erwähnt und in den folgenden Jahrhunderten mehrmals neu errichtet. Nach der Zerstörung durch die Franzosen im Jahr 1799 entstand elf Jahre später das heutige Bauwerk. Die 1874 eröffnete Schiefe Brücke ersetzte einen seit 1819 bestehenden Steg. Ihren Namen erhielt sie aufgrund ihrer Steigung von 7,5 % zum Ausgleich des Höhenunterschieds beider Ufer.

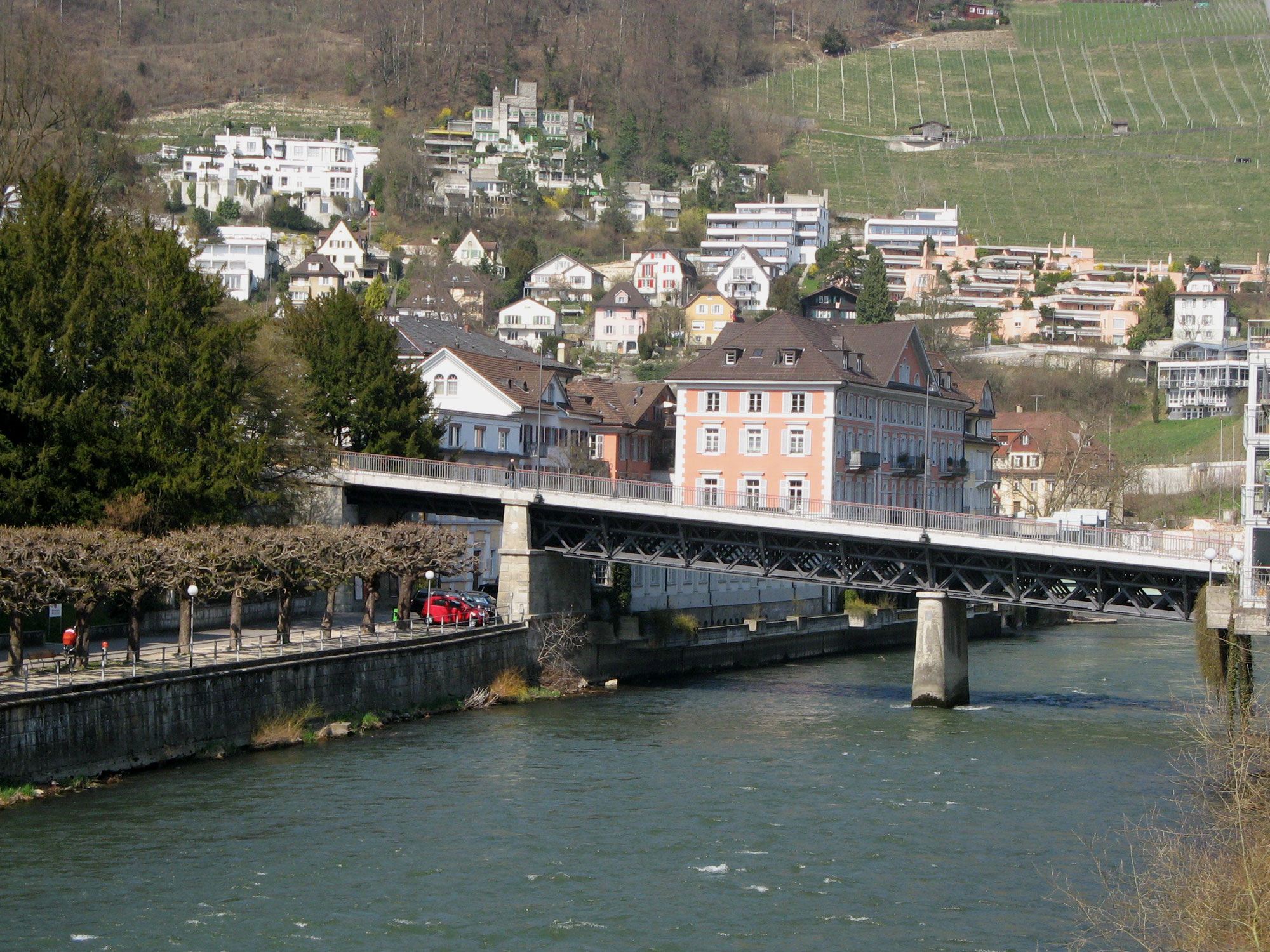
Schiefe Brücke

Bis 1877 führte die Bahnlinie dem linken Limmatufer entlang. Um am Bahnhof Wettingen eine Verbindung zur Strecke der Nationalbahn zu schaffen, gab die Schweizerische Nordostbahn (NOB) die alte Streckenführung auf und baute eine Eisenbahnbrücke, so dass in Wettingen vier Strecken zusammentrafen. Die Brücke besitzt auch einen Fussgänger- und Fahrradweg. Die 1926 eröffnete Hochbrücke ermöglichte unmittelbar südlich der Altstadt eine bessere Erschliessung von Wettingen und die Sperrung der Holzbrücke für den Durchgangsverkehr. Die Siggenthaler Brücke wurde im September 2002 eröffnet; sie führt vom Kappelerhof nach Obersiggenthal und stellt die direkteste Verbindung nach Norden dar.
Der Steg vom Bäderquartier nach Ennetbaden besteht seit 1968. Offiziell heisst er Mercier-Steg, wird im Volksmund aber «Finkensteg» genannt, da die Stadträte bei der Eröffnung Pantoffeln (schweizerdeutsch: «Finken») trugen, um die Ruhe der Kurgäste nicht zu stören. In der Nähe des Bahnhofs befindet sich seit Juni 2007 der neueste Übergang, ein Steg nach Ennetbaden. Um den Höhenunterschied auf Badener Seite auszugleichen, entstand gleichzeitig der Promenadenlift vom Bahnhofplatz hinunter zur Limmatpromenade. Weitere Stege befinden sich bei den Kraftwerken Kappelerhof und Aue.

### Infrastruktur und Sicherheit

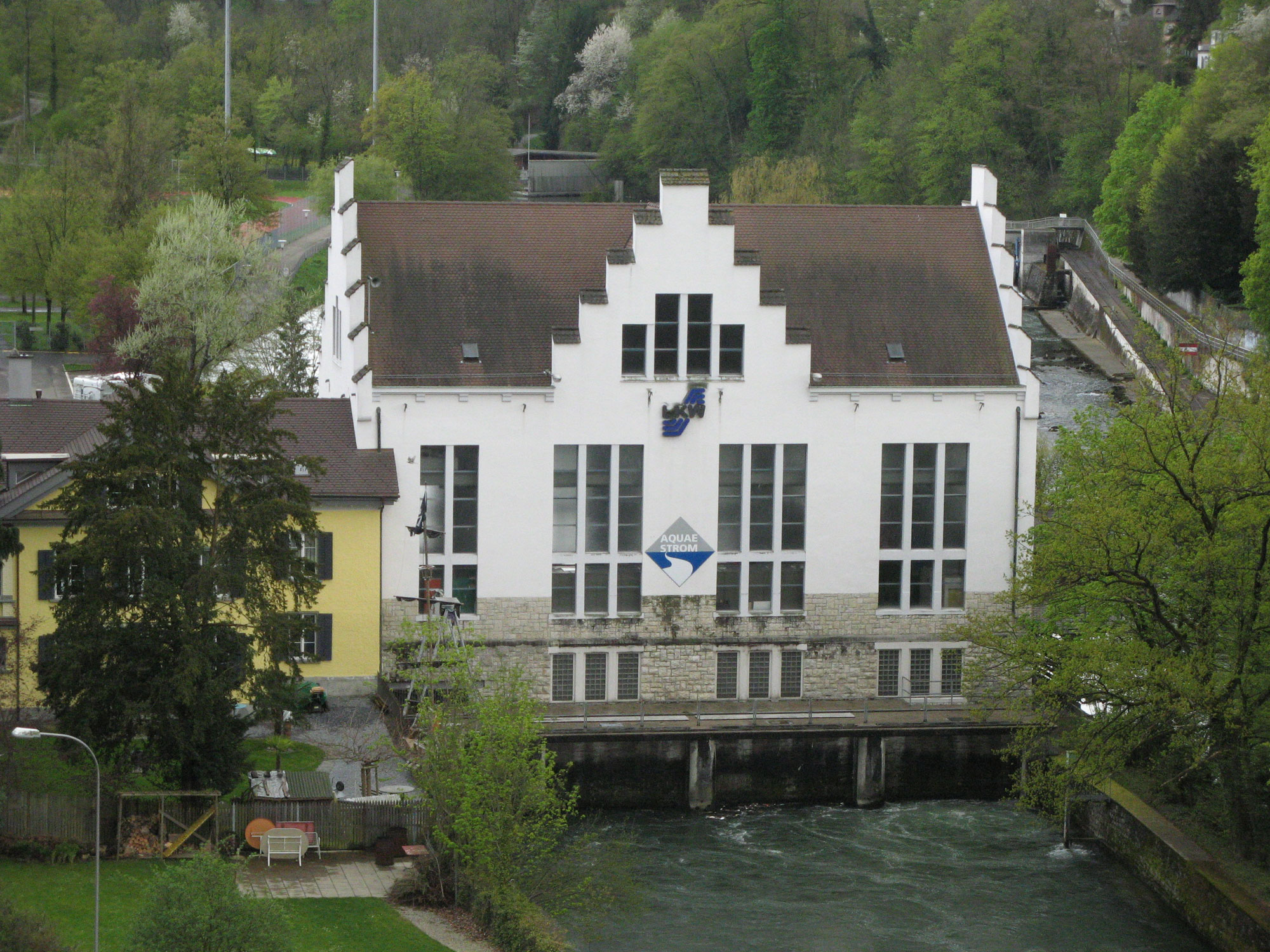
Wasserkraftwerk Aue

Die Einwohnergemeinde Baden ist zu 100 % Besitzerin der Regionalwerke Baden AG, die Baden, Ennetbaden und zum Teil weitere Gemeinden mit elektrischem Strom, Erdgas, Fernwärme und Trinkwasser versorgt. Sie ist zu 60 % an der Limmatkraftwerke AG beteiligt (die übrigen 40 % gehören der AEW Energie AG des Kantons Aargau). Diese betreibt an der Limmat vier Wasserkraftwerke. In Baden sind dies die Kraftwerke Aue und Kappelerhof, weiter flussabwärts die Kraftwerke Schiffmühle und Turgi.
Zum Aufgabenbereich der Einwohnergemeinde gehören auch Kehrichtabfuhr und Abwasserreinigung. Zusammen mit fünf weiteren Gemeinden ist Baden Mitglied des Abwasserverbandes Region Baden Wettingen, die Abwasserreinigungsanlage Laufäcker befindet sich in Turgi. Baden gehört seit 1994 zu den Schweizer Klimabündnis-Städten und ist seit 2006 eine Energiestadt.
Die Stützpunktfeuerwehr ist in Dättwil stationiert und zählt rund 110 Milizangehörige. Zusätzlich zu lokalen Aufgaben unterstützt sie die Ortsfeuerwehren in 52 Gemeinden im östlichen Aargau. Die Zivilschutzorganisation deckt die Gemeinden Baden, Ehrendingen, Ennetbaden, Freienwil und Obersiggenthal ab. Neben der Kantonspolizei sorgt auch eine eigenständige Stadtpolizei für Sicherheit.

## Kultur

### Museen und Bibliotheken

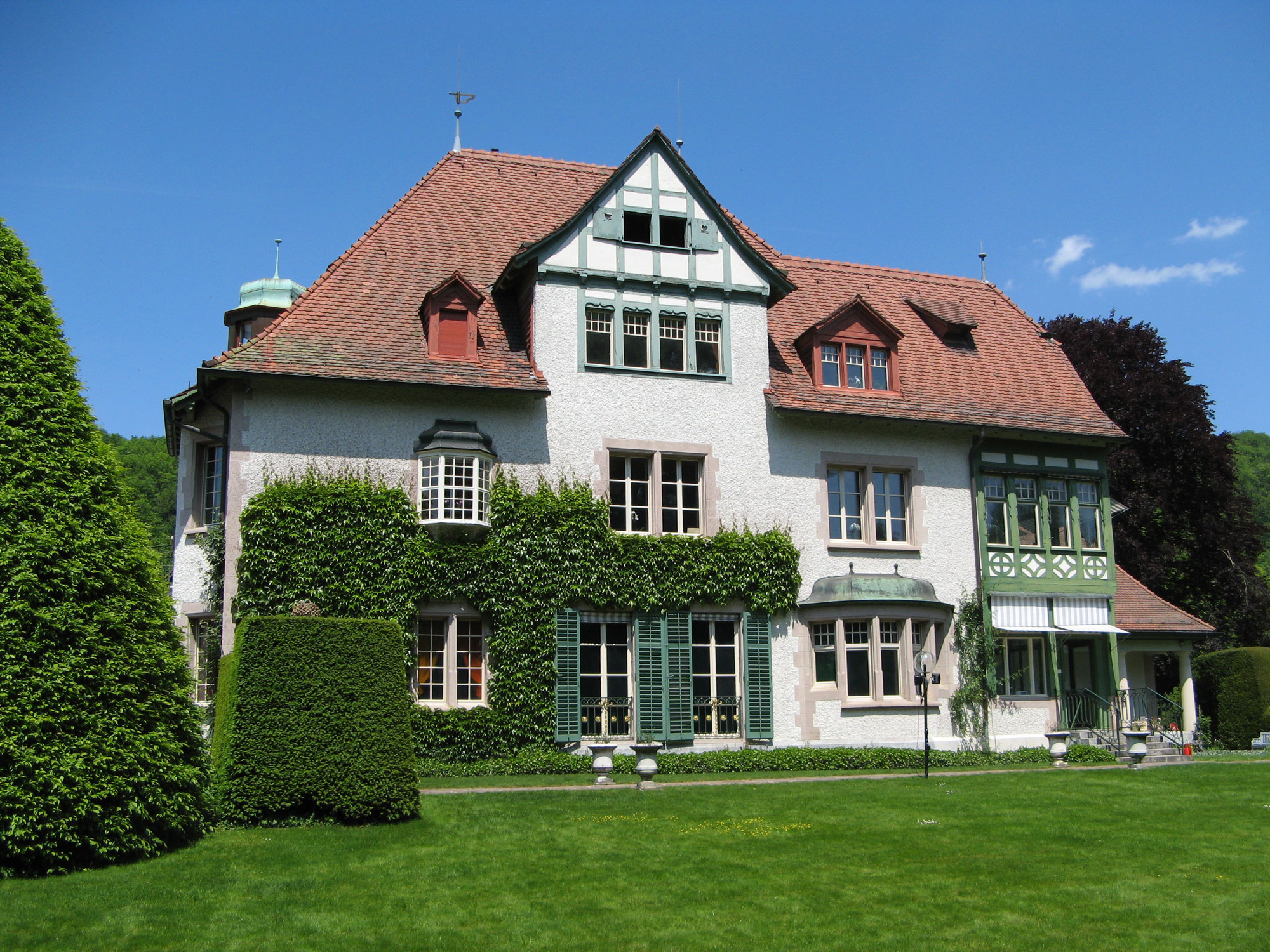
Museum Langmatt

Internationale Ausstrahlung besitzt das 1990 eröffnete Museum Langmatt. Es befindet sich in der denkmalgeschützten Jugendstil-Villa des Kunstsammlers Sidney Brown. Gezeigt wird die von ihm und seiner Ehefrau Jenny zusammengetragene Sammlung von Gemälden des französischen Impressionismus. Ausgestellt werden Werke bekannter Maler wie Edgar Degas, Paul Cézanne, Paul Gauguin, Claude Monet, Camille Pissarro und Pierre-Auguste Renoir. Anhand der Originaleinrichtung wird auch die Wohnkultur des frühen 20. Jahrhunderts gezeigt.
Auf zeitgenössische Schweizer Kunst spezialisiert ist der Kunstraum Baden, der auch eine öffentliche Dokumentationsstelle für Kunstschaffende der Region führt. Das Schweizer Kindermuseum befasst sich mit der Welt des Kindes und ihren Veränderungen seit dem 17. Jahrhundert. Das Teddybär-Museum zeigt Hunderte von Teddybären aus der Zeit von 1904 bis 1970. Eines von 40 Objekten des Industriekulturpfads Limmat–Wasserschloss ist das 1892 eröffnete Kraftwerk Kappelerhof, das älteste Elektrizitätswerk des Kantons Aargau, das heute auch als der Geschichte der Stromerzeugung dient. Im Gewölbe über der Sakristei der katholischen Stadtkirche befindet sich das Kirchenschatzmuseum mit einer Sammlung von liturgischen Gegenständen.
Das Landvogteischloss ist seit 1913 Standort des Historischen Museums (1992/93 durch einen modernen Anbau der Architekten Wilfrid und Katharina Steib ergänzt). Es befasst sich mit der Stadtgeschichte von den Römern bis heute, darunter der Entwicklung der Bäder und der Industrie. Präsentiert werden auch archäologische Funde der Region, daneben finden Wechselausstellungen zur Kulturgeschichte statt. An das Museum angeschlossen ist das Stadtarchiv, in dem die Unterlagen der städtischen Verwaltung ab 1300 verwahrt werden. Die Stadtbibliothek besteht seit 1836.

### Theater, Kino und Musik

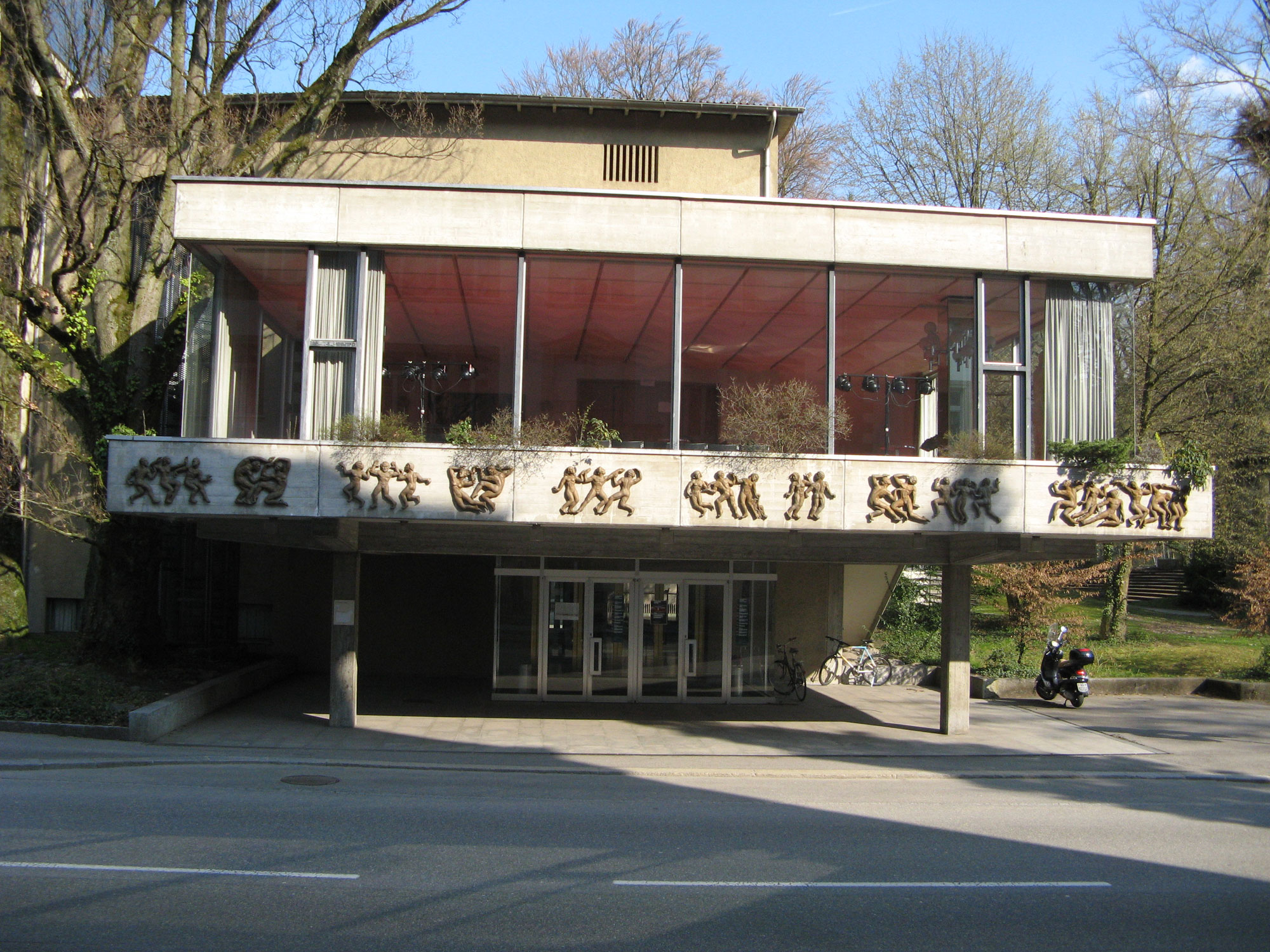
Kurtheater

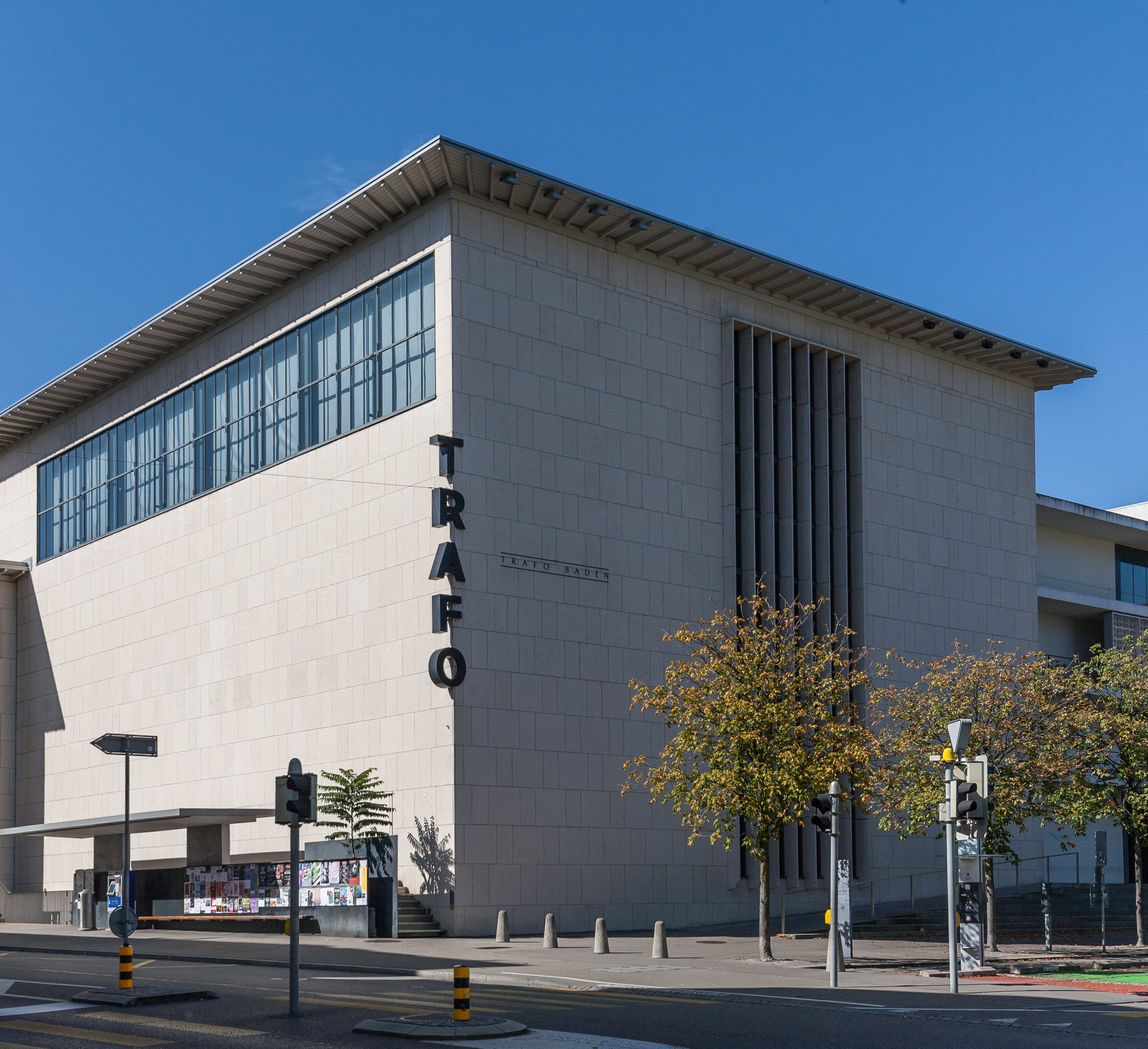
Das Trafo, das das gleichnamige Kino beherbergt

Das Kurtheater Baden geht auf das Jahr 1675 zurück, als der erste Theatersaal der Schweiz erbaut wurde. Das heutige Gebäude im Kurpark entstand 1952 und bietet Platz für 600 Zuschauer. Veranstaltet werden Gastspiele der Sparten Schauspiel, Musiktheater, Tanz, Kinder- und Jugendtheater, daneben auch szenische Lesungen sowie Kabarett- und Comedy-Aufführungen. Das Nateschwara Theater ist das erste Theater Europas, das auf indischen Tanz und indische Musik spezialisiert ist. Vor allem eigene Stücke bietet das professionelle Kleintheater Teatro Palino, das im Sommer seinen Spielbetrieb ins Freie verlegt. Ausschliesslich Gastspiele veranstaltet das Theater im Kornhaus. Seit 1994 wird das Figura Theater Festival veranstaltet, ein internationales Festival für Figurentheater.
Baden besitzt zwei Kinos: Das Kino Sterk mit zwei Sälen (1928 im ältesten Bauhaus-Gebäude der Stadt eröffnet) ist auf Arthouse-Filme spezialisiert und nach der Besitzerfamilie benannt. Diese eröffnete 2002 in der ehemaligen Transformatoren-Werkhalle der ABB ein Multiplex-Kino, das Trafokino mit fünf Sälen, das auch eine Veranstaltungshalle sowie ein Kultur- und Kongresszentrum umfasst. Seit 1995 ist Baden Austragungsort des mittlerweile jährlich stattfindenden internationalen Festivals Fantoche, des grössten Filmfestivals der Schweiz für Animationsfilme. Das älteste Badener Kino, das 1913 von Arthur Betschon erbaute Royal, wird seit 2008 nicht mehr regelmässig für Filmvorführungen benutzt. Ein neuer Eigentümer beabsichtigte den Abbruch des als «erhaltenswert» inventarisierten Gebäudes (kommunales Inventar der Kulturgüter). Im Dezember 2010 übergab eine breit abgestützte Interessengemeinschaft dem Stadtrat eine von über 3900 Personen unterzeichnete Petition. Das Royal wird seither auf ehrenamtlicher Basis als alternative Kulturbühne betrieben. Das älteste nach wie vor in Betrieb befindliche Kino ist das Kino Orient an der Grenze zu Wettingen. Es wurde 1923 eröffnet und 2002 von einem Verein vor der Schliessung gerettet. Seither wird es als Programmkino betrieben. Das Orient ist spezialisiert auf Arthouse-Filme aus der ganzen Welt und Perlen der Filmgeschichte.
Konzerte verschiedenster Stilrichtungen werden unter anderem in der Villa Boveri, in der Trafohalle, im Kulturzentrum Nordportal und im Jugendkulturlokal Merkker aufgeführt. Seit 2004 findet jährlich ein Blues-Festival mit nationalen und internationalen Künstlern statt. Als künstlerische Fortsetzung der historisch verbürgten Kurorchester in Baden wurde 2020 die Neue Kurkapelle Baden gegründet, welche mehrmals jährlich Konzerte in Anlehnung an das kulturelle Erbe des Kurorts gibt.

### Brauchtum

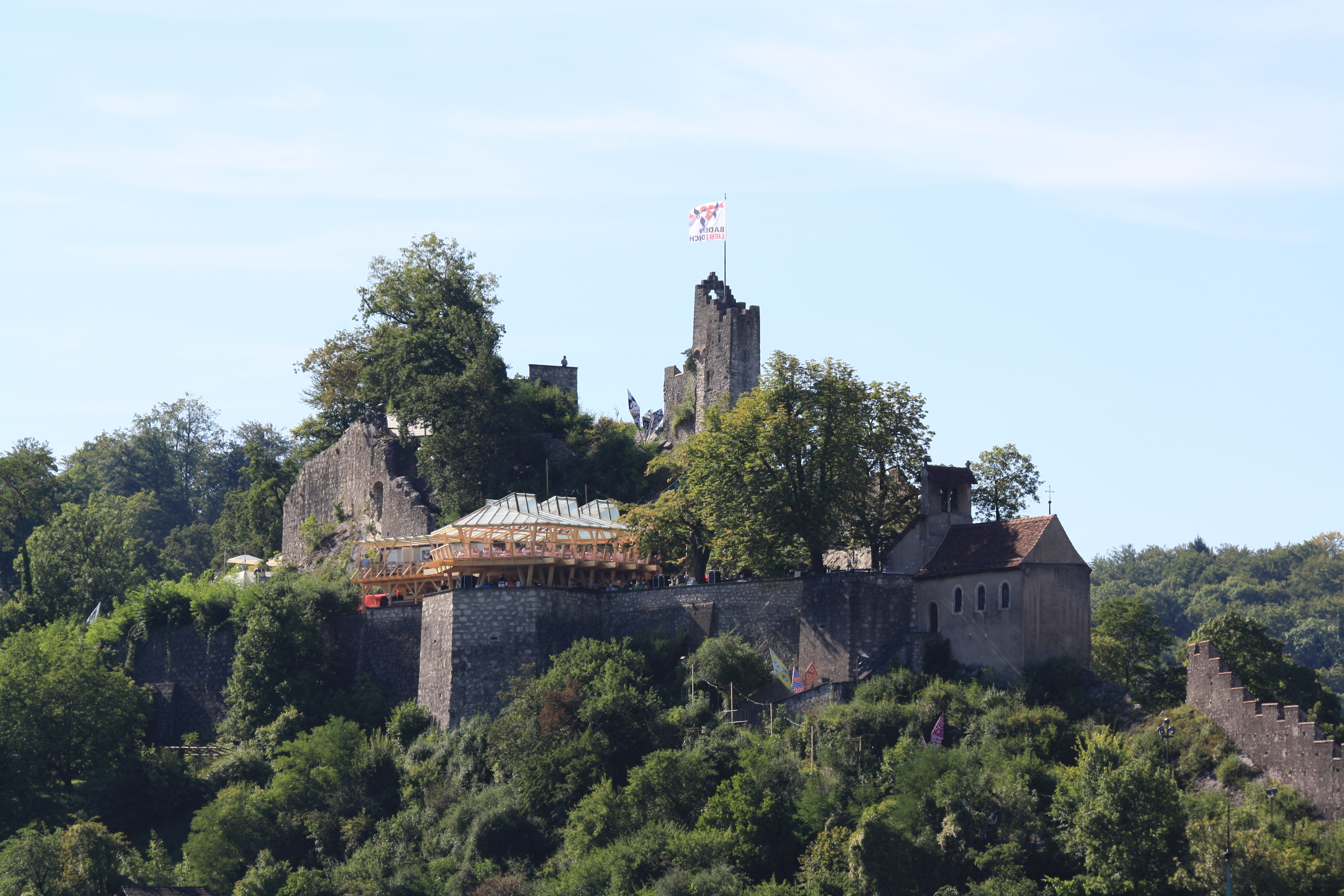
Schloss Stein mit der Fahne fürs Stadtfest 2012

Wie in den übrigen katholischen Gebieten des Aargaus hat auch in Baden die Fasnacht eine lange Tradition. Sie wird wesentlich von der Luzerner Fasnacht geprägt. Die Badener Fasnacht beginnt am Schmutzigen Donnerstag mit der Verbrennung der Stoffpuppe Hieronymus Füdlibürger, der beim Prozess alle negativen Ereignisse des Vorjahres zur Last gelegt werden. Bis zum Aschermittwoch folgen Maskenbälle, ein Umzug, ein Guggenmusik-Platzkonzert und ein Fasnachtsmarkt.
Jeweils am 22. Oktober findet die Cordulafeier statt. Der Brauch geht auf das Jahr 1444 zurück, als während des Alten Zürichkriegs am Tag der Heiligen Cordula Zürcher Truppen die Stadt einzunehmen versuchten, aber von wachsamen Badenern vertrieben wurden. Bis Ende des 19. Jahrhunderts wurde am Cordulatag eine Messe gelesen und ein Fest gefeiert. Der Brauch geriet in Vergessenheit, ist aber 1964 wiederbelebt worden. Mit Brot und Wein werden Personen geehrt, die sich durch ihr Wirken um das Wohl der Bevölkerung verdient gemacht haben.
Die Badenfahrt ist ein zehntägiges Volksfest. Sie findet in der Regel nur alle zehn Jahre statt, ist aber mit jeweils bis zu einer Million Besuchern eines der grössten Feste der Schweiz und das mit Abstand grösste im Kanton Aargau. Das Festgelände erstreckt sich über die gesamte Altstadt und umfasst auch Bereiche um den Bahnhof. Der Name bezieht sich auf die mindestens seit dem frühen 16. Jahrhundert überlieferten «Badenfahrten». Damit sind die Kuraufenthalte der feinen Herrschaften gemeint, die es sich in Baden zusammen mit ihren Gefolge gut gehen liessen.

### Baden in Kunst und Literatur
Nach einem Kuraufenthalt in Baden schrieb Hermann Hesse den Band Kurgast, der 1925 beim S. Fischer Verlag erschien. Im Wesentlichen werden die Erlebnisse während eines Kuraufenthaltes im Bäderquartier geschildert.
Der 2019 erschienene Roman Ich bin die, vor der mich meine Mutter gewarnt hat spielt zu grossen Teilen in Baden, wobei die Erzählerin und Hauptfigur Alba Doppler aus Neuenhof stammt. Zahlreiche historische Bauten spielen eine gewichtige Rolle im Roman, so das Kantonsspital, die Kantonsschule, die Hochbrücke, der Stadtturm, das Bernerhaus, die Ruine Stein und weitere. Der Roman wurde vom selbst aus Baden stammenden Schriftsteller Demian Lienhard verfasst.

## Bildung

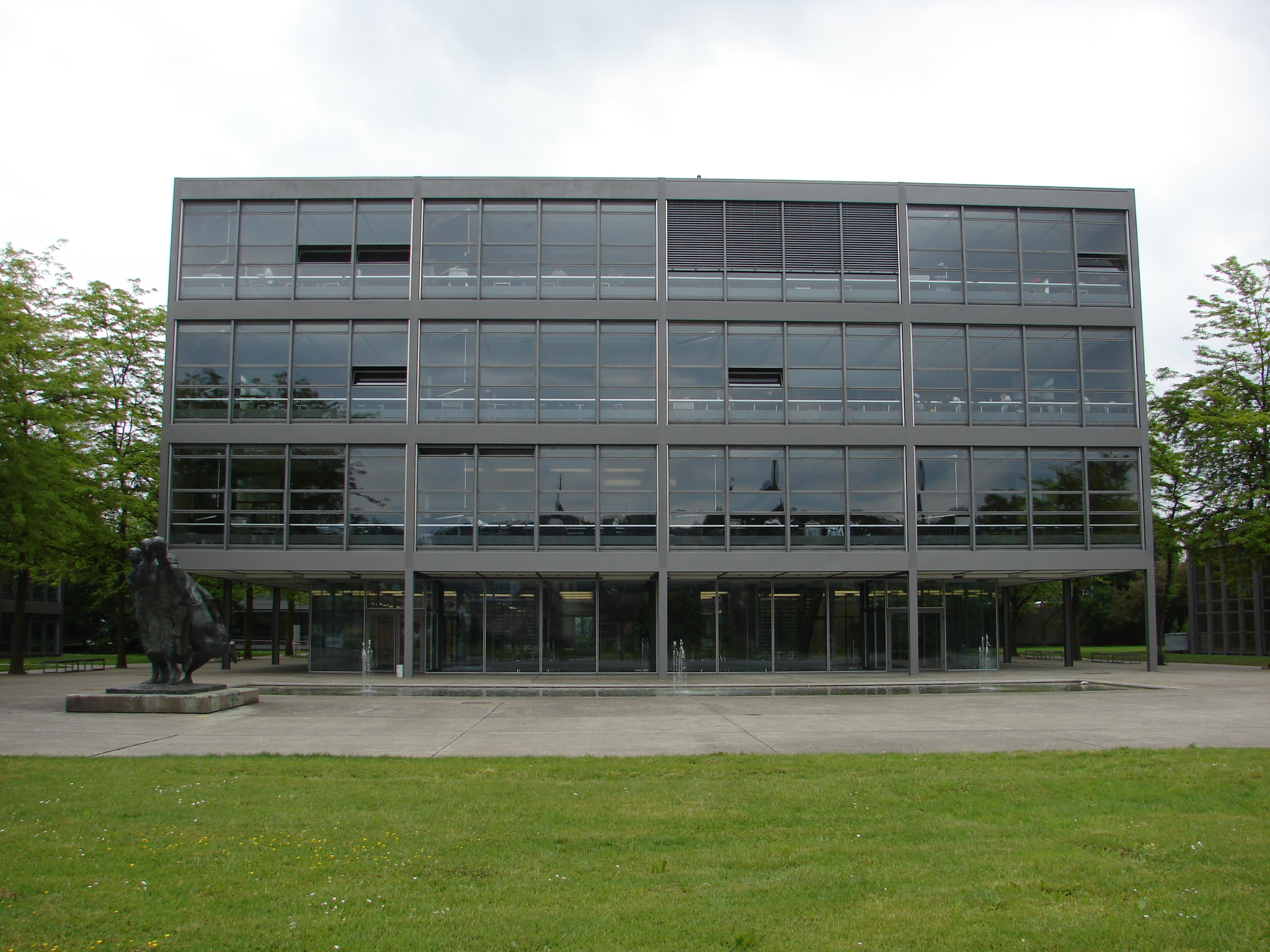
Kantonsschule Baden

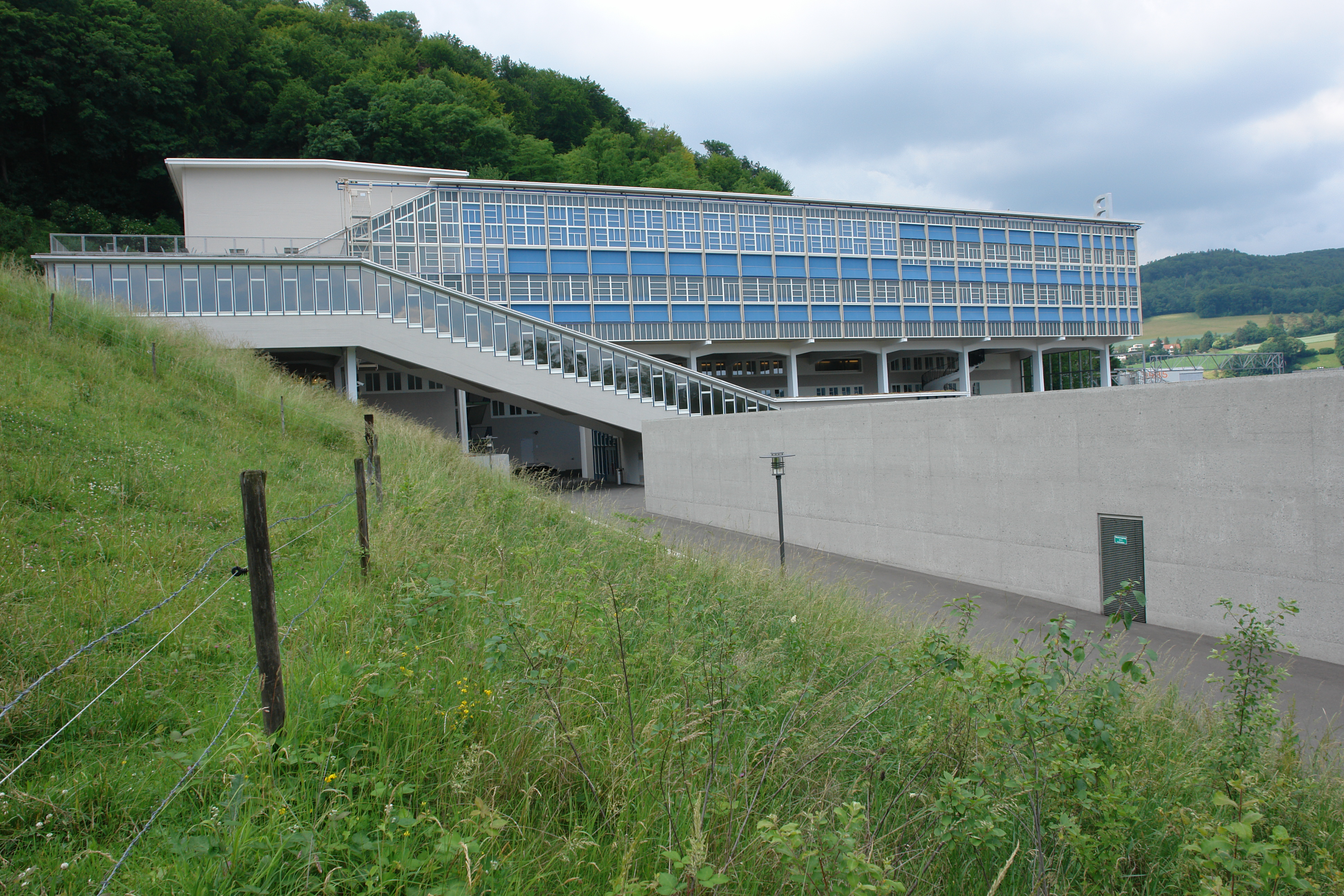
Berufsfachschule im Gemeinschaftshaus Martinsberg

Die Volksschule Baden umfasst alle schulischen Angebote vom Vorschulalter bis zum 9. Schuljahr (Kindergarten, Primarschule, Bezirksschule, Sekundarschule und Realschule). Über das Stadtgebiet verteilt sind sechs Primarschulhäuser, in welchen sich auch die Kindergärten befinden: Dättwil, Kappelerhof, Ländli, Meierhof, Rütihof und Tannegg. Sekundar- und Realschule sind in der Schulanlage Pfaffechappe zu finden, die Bezirksschule in der Schulanlage Burghalde.
Die Kantonsschule Baden ist eine weiterführende Schule ab dem 10. Schuljahr. Sie umfasst das Gymnasium (Kantonsschule), die Wirtschaftsmittelschule und die Informatikmittelschule. Im Bereich der Schwerpunktfächer besteht eine Kooperation mit der benachbarten Kantonsschule Wettingen. Zwar gab es schon zu Beginn des 19. Jahrhunderts Forderungen nach einem Gymnasium in Baden, doch blieb die Kantonsschule Aarau lange die einzige höhere Bildungsanstalt im Aargau. Erst 1961 wurde nach mehreren gescheiterten Anläufen die Kantonsschule Baden gegründet. Bis 1964 entstand rechts der Limmat die vom Architekten Fritz Haller entworfene Schulanlage.
Die Berufsfachschule BBB vermittelt den theoretischen Unterricht im Rahmen der beruflichen Grundbildung und entstand 1999 aus dem Zusammenschluss der Gewerblich-Industriellen Berufsschule mit der konzerneigenen Berufsschule der ABB. Eines ihrer Schulgebäude ist das Gemeinschaftshaus Martinsberg. Die Wirtschaftsschule KV Baden-Zurzach ist für die Berufsausbildung im kaufmännischen Bereich zuständig, während die ABB Technikerschule eine eidgenössisch anerkannte höhere Fachschule für technische Weiterbildung ist.
Seit 1930 besteht das Sekundarstufenzentrum Burghalde Baden.

## Sport
Bekanntester Sportverein der Stadt ist der FC Baden. Die erste Mannschaft der Männer spielte 1985/1986 in der Nationalliga A, der höchsten Fussball-Liga der Schweiz und war während Jahren in der zweithöchsten Spielklasse vertreten. 2006 stieg sie in die 1. Liga der Amateure ab und spielte dort, bis sie 2023 wieder zurück in die zweithöchste Liga aufstieg. Die erste Frauen-Mannschaft ist in der Nationalliga B vertreten. Der FC Baden, der auch zahlreiche Juniorenmannschaften umfasst, trägt seine Heimspiele im Stadion Esp in Fislisbach aus.
Der 1954 von BBC-Mitarbeitern gegründete Basketballclub wurde 2002 von Alstom übernommen. Bei der Auflösung des Sportclubs Alstom Ende 2015, benannte der Verein sich um zu Baden Basket 54. Mittlerweile gehört der BB54 zu den mitgliederstärksten Clubs in der Deutschschweiz.  Das Frauenteam des Vereins spielt seit 2023 in der Nationalliga A, das Männerteam in der 1. Nationalliga. Mitgliederstärkster Sportverein ist der Stadtturnverein Baden, der als Dachorganisation für fünf Vereine auftritt (Turnen, Handball, Unihockey, Volleyball und Wintersport). Ebenfalls Volleyball spielt der VBC Kanti Baden, dessen Männer- und Frauenteam beide in der zweithöchsten Liga sind. Seit 1997 wird in Dättwil in einer eigens dafür errichteten Halle Curling gespielt; der CC Baden-Regio ist mit einem Männer- und einem Frauenteam in der obersten Spielklasse Swiss Curling League vertreten.
Seit 1934 verfügt Baden mit dem «Terrassenbad» am rechten Ufer der Limmat über ein Freibad mit drei Becken und einer 100 Meter langen Rutschbahn. 1969 kam ein Hallenbad hinzu. Die Stadt ist ausserdem im Besitz der Sportanlagen Aue (hauptsächlich Leichtathletik), Esp (Fussball, auf dem Gemeindegebiet von Fislisbach) und Langacker (Fussball). Am Chrüzliberg befindet sich ein Vitaparcours. Seit 2011 findet auf der Baldegg der Radsportwettbewerb Süpercross Baden statt.

## Persönlichkeiten
Den nachhaltigsten Einfluss auf die Entwicklung Badens hatten Personen im Zusammenhang mit dem Elektrotechnikkonzern Brown, Boveri & Cie. (heute ABB). Dazu gehören insbesondere Charles Eugene Lancelot Brown und Walter Boveri, die mit der Firmengründung massgeblich zum wirtschaftlichen Aufschwung beigetragen haben. Zu dieser Gründergeneration gehört auch der Kunstsammler Sidney Brown. Als weltweit bekannteste Person, die in Baden geboren wurde, gilt der Chemiker Albert Hofmann, der Entdecker des LSD.